# Schulenburg (Adelsgeschlecht)

Stammwappen derer von der Schulenburg

Das Geschlecht derer von der Schulenburg ist ein zunächst markbrandenburgisches, später brandenburg-preußisches Adelsgeschlecht. 1237 taucht es erstmals in der Altmark mit dem Ritter Wernerus de Sculenburch auf. Stammsitz der sich später weit verzweigenden Adelsfamilie war im 13. Jahrhundert die kleine Burganlage Schulenburg an der Jeetze bei Salzwedel.
Der Adelsfamilie entstammten Feldmarschälle, Generäle und zahlreiche hohe Offiziere der preußischen Armee. Andere Vertreter erlangten hohe Positionen wie Staatsminister und Bischof. Zwei Angehörige des Geschlechts, Fritz-Dietlof und Friedrich-Werner Graf von der Schulenburg, gehörten bei der Erhebung gegen Hitler zum Verschwörerkreis des 20. Juli 1944 und wurden hingerichtet.

## Ursprünge
Das Geschlecht von der Schulenburg trat im 13. Jahrhundert aus dem Dunkel der Geschichte hervor. Eventuell stammt es von dem alten holsteinischen Adelsgeschlecht Scharpenberg ab, das in den Elbmarschen ansässig war und im 13. Jahrhundert verschwand. Angehörige des Geschlechts wurden in Urkunden dieser Zeit als Ritter und Burgmannen genannt. Sie erschienen im heutigen östlichen Niedersachsen und in der Altmark, dem nordwestlichen Teil des heutigen Sachsen-Anhalts. Durch eine bischöfliche Urkunde von 1237 wird als Erster des Adelsgeschlechts im Bereich der Altmark der Ritter Wernerus de Sculenburch bekannt. In weiteren Dokumenten aus den Jahren 1264 und 1271 werden der Ritter Thidericus de Sculenborch und Wernerus de Sculenburg genannt. Seit Ende des 13. Jahrhunderts dienten Familienmitglieder als Burgmannen auf der askanischen Burg Salzwedel.

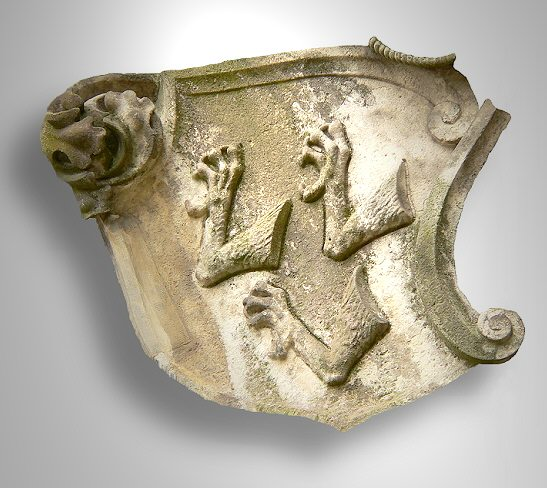
Familienwappen an Schloss Wolfsburg

## Wappen
Das Wappenmotiv des Geschlechts stellt drei rote Adlerfänge mit scharfen Krallen dar. Im Mittelalter gab es nur drei Familien, deren Wappen drei Adlerfänge zeigte, darunter die von der Schulenburg. Als Familienwappen tauchte es erstmals in einer Urkunde von 1324 auf, die den Ritter Bernhard I. von der Schulenburg, Stammherrn des weißen Stamms, betraf. Der Adlerfang war ein häufiges Wappenbild brandenburgischer Geschlechter, das sich wahrscheinlich vom roten märkischen Adler Brandenburgs ableitete.

## Namensgebende Stammburg
Der Name des Geschlechts beruht auf der Stammburg Schulenburg an der Jeetze bei Stappenbeck in der Altmark, wenige Kilometer südöstlich von Salzwedel. Die Namensgebung der Schulenburg leitete sich aus ihrer geographischen Lage und dem Wort schulen, sich verstecken (engl. skulk – im Verborgenen lauern) ab. Die Redewendung te der sculenden borch bedeutete bei der versteckten Burg und daraus wurde Schulenburg.

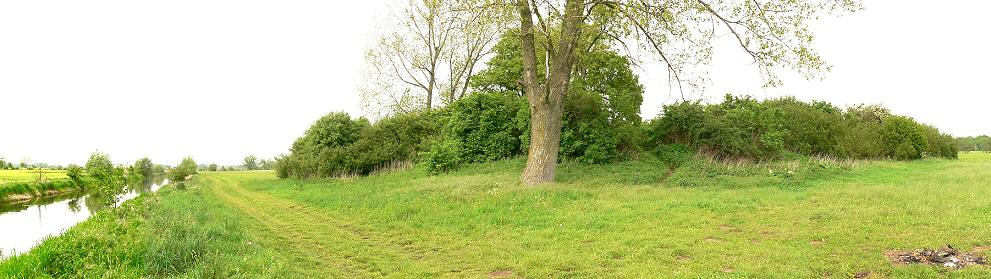
Reste der Turmhügelburg Schulenburg in der Altmark

Die kleine Burgstelle mit den Ausmaßen von 20 × 25 Meter lag verborgen in den Jeetzesümpfen und hatte den Charakter einer Turmhügelburg. Davon ist heute nur noch ein Erdhügel zu sehen. Sie war bereits im 14. Jahrhundert wüst gefallen. Bei Nachforschungen im 19. Jahrhundert waren noch Reste von Burgturm, Wohnhaus und Keller vorhanden. Landesdirektor Wilhelm von der Schulenburg (langjähriger Vorsitzender des Altmärkischen Vereins für Vaterländische Geschichte und Industrie) grub seinerzeit mittelalterliche Waffen sowie Geräte aus und richtete die Burgstelle wieder her.
Im Jahr 2016 nahm die Universität Göttingen archäologische Untersuchungen an der Burgstelle vor. Dabei wurden Reste des achteckigen Burgturms mit 12 Meter Durchmesser und des Palas entdeckt sowie zum Teil freigelegt.

## Neue Familiensitze
Nachdem die kleine, im Sumpf gelegene Turmhügelburg Schulenburg bei Stappenbeck zum großen Teil zerfallen war, wurde 1345 die bereits bestehende Burg Beetzendorf etwa 12 km südwestlich der Schulenburg zum Hauptsitz derer von der Schulenburg; sie hatte sich schon seit 1204 zeitweise in ihrem Pfandbesitz befunden. Diese wesentlich größere Burg wertete das Geschlecht auf. Von da an galt es als schlossgesessen und gehörte zu den bedeutendsten Familien des märkischen Adels. Zu dieser Schicht zählten in der Altmark daneben die von Alvensleben, Bartensleben, Bismarck, Jagow, von dem Knesebeck, Platen sowie Schenck von Flechtingen (und Schenck von Dönstedt). Diese acht Geschlechter unterstanden unmittelbar dem Landeshauptmann und bekamen vom Kaiser und den Markgrafen als zum Heeresstande gehörend das Prädikat Edle.
Über Jahrhunderte war der Familienmittelpunkt die Burg Beetzendorf. Weiteren Machtzuwachs erlangten die von der Schulenburg 1351 durch das Lehen über Burg und Ort Apenburg in der Altmark, das östlich benachbart zu Beetzendorf liegt. Die Besitzungen Beetzendorf und Apenburg waren die Stammgüter des Geschlechts, die den Kern ihrer Grundherrschaft bis ins 19. Jahrhundert bildeten. Die 1343 zerstörte Burg Apenburg wurde bis 1363 wieder aufgebaut. Auch Teile des nordöstlich von Apenburg gelegenen Gutes Winterfeld kamen in Schulenburg'schen Besitz, nachdem der dortige Zweig der Familie von Winterfeld 1361 erloschen war.
Die Burg Beetzendorf war bis um 1600 mit umgebenden Wassergräben festungsartig ausgebaut. Danach siedelten sich die Mitglieder der adligen Familie im Dorf Beetzendorf und der Umgebung an, so dass die Befestigungsanlage nutzlos wurde. Im Dreißigjährigen Krieg war sie nicht mehr verteidigungsfähig. Die letzte Kanone war 1642 verkauft worden und 1780 wurden die letzten Burggebäude abgerissen. Heute sind davon noch einige Ruinen vorhanden. Ab 1648 verfiel auch die Apenburg, der Gutsbetrieb wurde in das Dorf verlegt.
Diese Stammgüter befanden sich bis 1945 in Schulenburg’schem Besitz, aufgeteilt in die Rittergüter Beetzendorf I (Großer oder Altenhäuser Hof), Beetzendorf II (Lieberoser Hof) und Beetzendorf III (Apenburger Hof) sowie das Rittergut Apenburg.

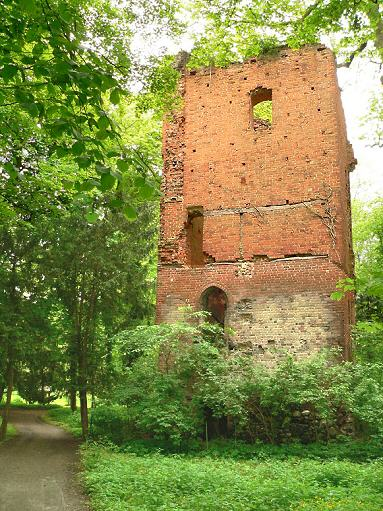
Burg Beetzendorf
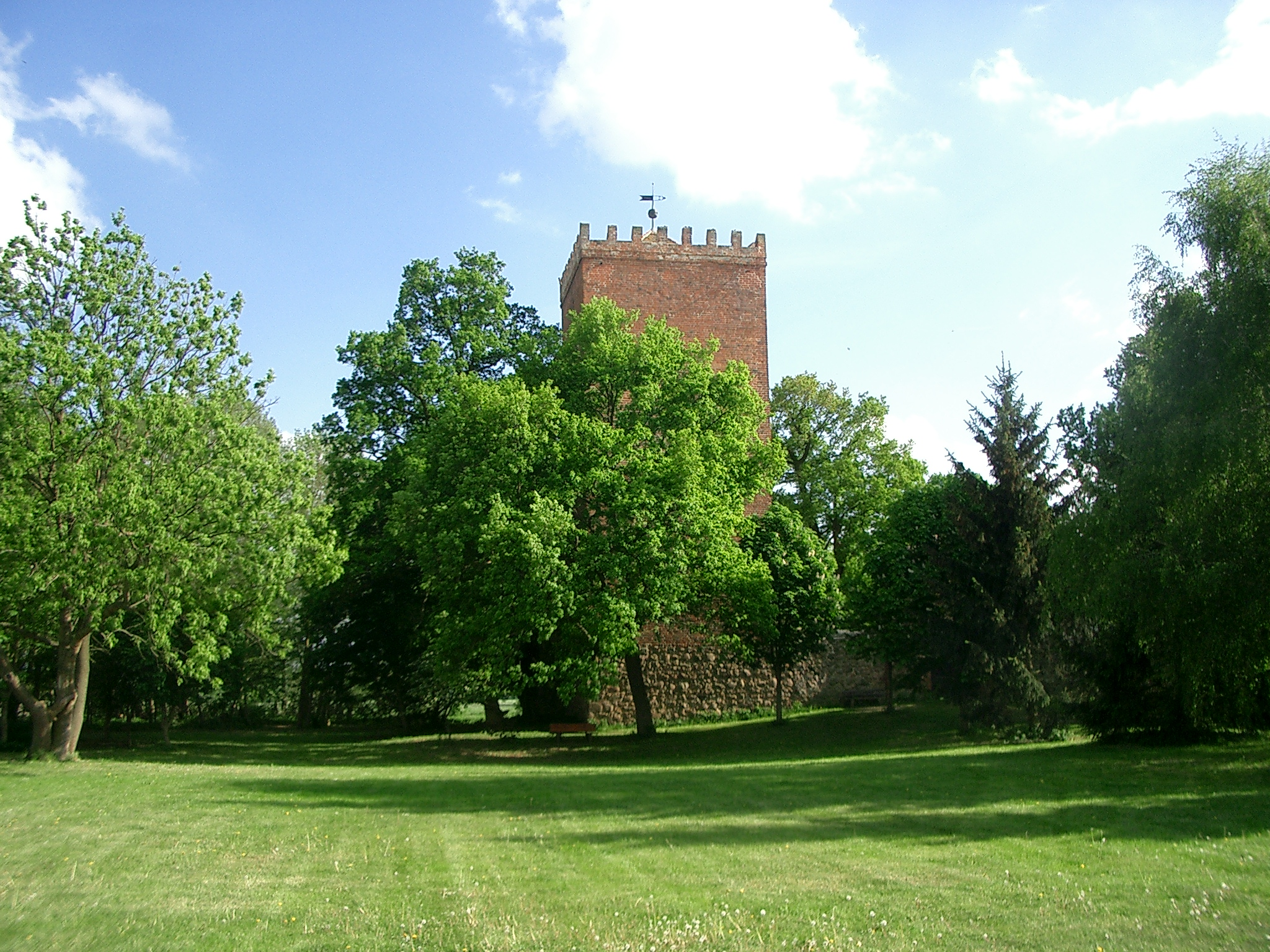
Burg Apenburg
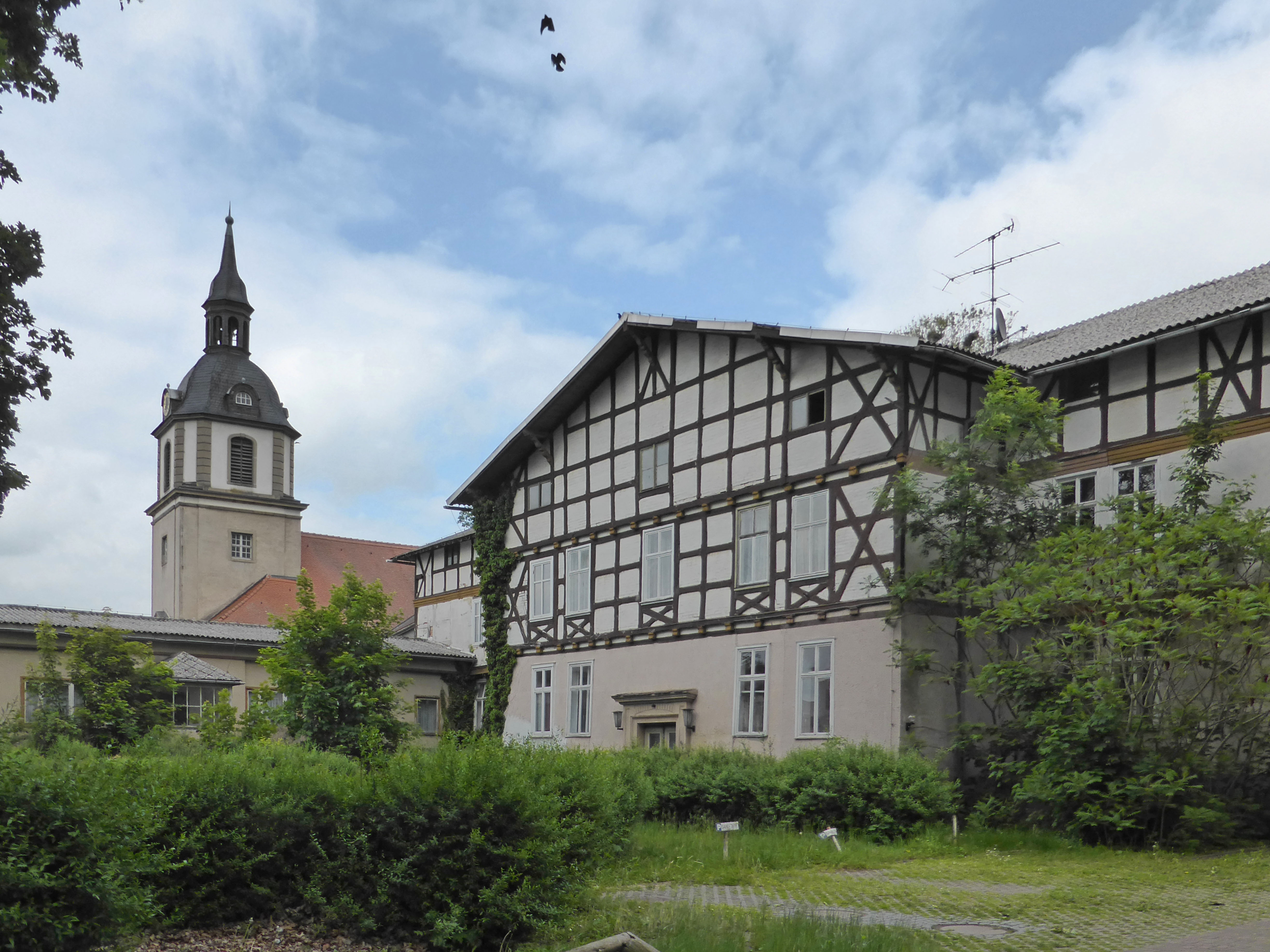
Großer Hof in Beetzendorf
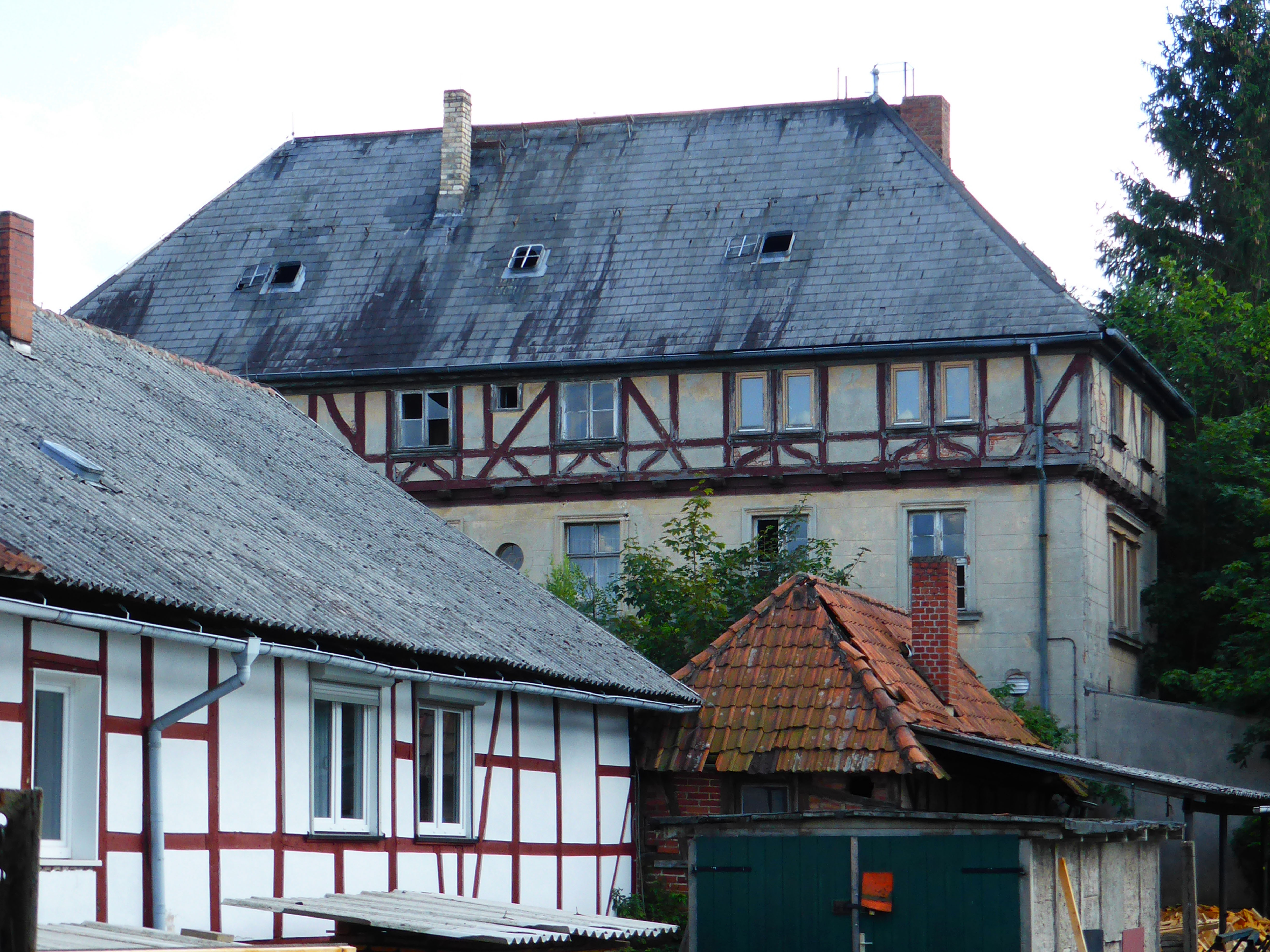
Apenburger Hof in Beetzendorf

## Familienstämme
Im 14. Jahrhundert teilte sich in der Altmark die Familie in zwei Linien. Dietrich II. (1304–1340) begründete die Schwarze Linie, sein jüngerer Bruder Bernhard I († nach 1340) die Weiße Linie. Beide Linien teilten sich im Laufe der Jahrhunderte weiter auf und werden genealogisch nach „Ästen“, „Zweigen“ und „Häusern“ sortiert. Heute befindet sich das Geschlecht in der 22. Generation. Die Weiße Linie dominiert heute zahlenmäßig. Von allen Zweigen breitete sich der Wolfsburger Zweig am stärksten aus, der auf Adolph Friedrich zurückgeht.
Das Weiterbestehen des Geschlechts war wegen hoher Kindersterblichkeit, Seuchen, Kriegen und durch den Eintritt von Mitgliedern in den geistlichen Stand nicht immer gesichert. 1499 gab es nur 42 männliche Vertreter, 1610 waren es schon 70 Personen. Der Rückgang auf 58 männliche Erben im Jahr 1700 erklärt sich aus den Verlusten durch den Dreißigjährigen Krieg. Während es um 1800 70 männliche Schulenburger gab, waren es um 1900 trotz der allgemeinen Bevölkerungszunahme nur 100 Personen. 1983 betrug die Zahl der männlichen Familienmitglieder 91 Personen. Im 20. Jahrhundert nahm das Aussterben einzelner Häuser des Geschlechts zu. Trotz des Verlustes von 15 Angehörigen im Zweiten Weltkrieg war die Ursache des Rückgangs vielmehr Ehe- und Kinderlosigkeit.

### Sitze
- Schwarze Linie:
  - Barchnau (Gut im Kreis Preußisch Stargard)
  - Apenburger Hof in Beetzendorf (bis 1945)
  - Lieberoser Hof in Beetzendorf
  - Standesherrschaft Lieberose (Niederlausitz) (1519–1946)
  - Radach (Gut im Landkreis Weststernberg)
  - Gut Tucheim (1602–1834)

- Weiße Linie:
  - Altenhausen mit Emden (Landkreis Börde)
  - Angern (im Landkreis Börde)
  - Großer Hof in Beetzendorf
  - Bisdorf
  - Bodendorf (Gut und Schloss im Kreis Börde)
  - Burg Brome
  - Burgscheidungen (Gut und Schloss mit dem Rittergut Kirchscheidungen)
  - Dehlitz (Saale)
  - Fahrenhorst
  - Burg Falkenberg, Oberpfalz
  - Farsleben (Gut)
  - Filehne (Gut und Schloss in der Provinz Posen)
  - Wasserschloss Hehlen (Gut und Schloss)
  - Rittergut Hovedissen in Leopoldshöhe
  - Gut Kehnert
  - Klosterrode
  - Lodersleben (Rittergut bei Querfurt)
  - Schloss Neumühle (neue Wolfsburg, bis 1945)
  - Rittergut Nordsteimke (seit 1846)
  - Osten-Altendorf bei Cuxhaven
  - Osterwohle
  - Philippsburg (Leer), Ostfriesland
  - Schloss Sandau (1485–1560)
  - Schloss Schochwitz bei Halle (16.–18. Jh.)
  - Trampe und Altendorf (Herrenhaus und Gut im Kreis Oberbarnim)
  - Schloss Tressow mit Bobitz, Groß Krankow, Petersdorf und Köchelstorf (Mecklenburg)
  - Triebusch, Rittergut in Schlesien (1863–1885)
  - Schönbrunn (Denkendorf), Oberbayern
  - Schloss Vitzenburg (bei Querfurt)
  - Schloss Wolfsburg (1746/47–1942/43)

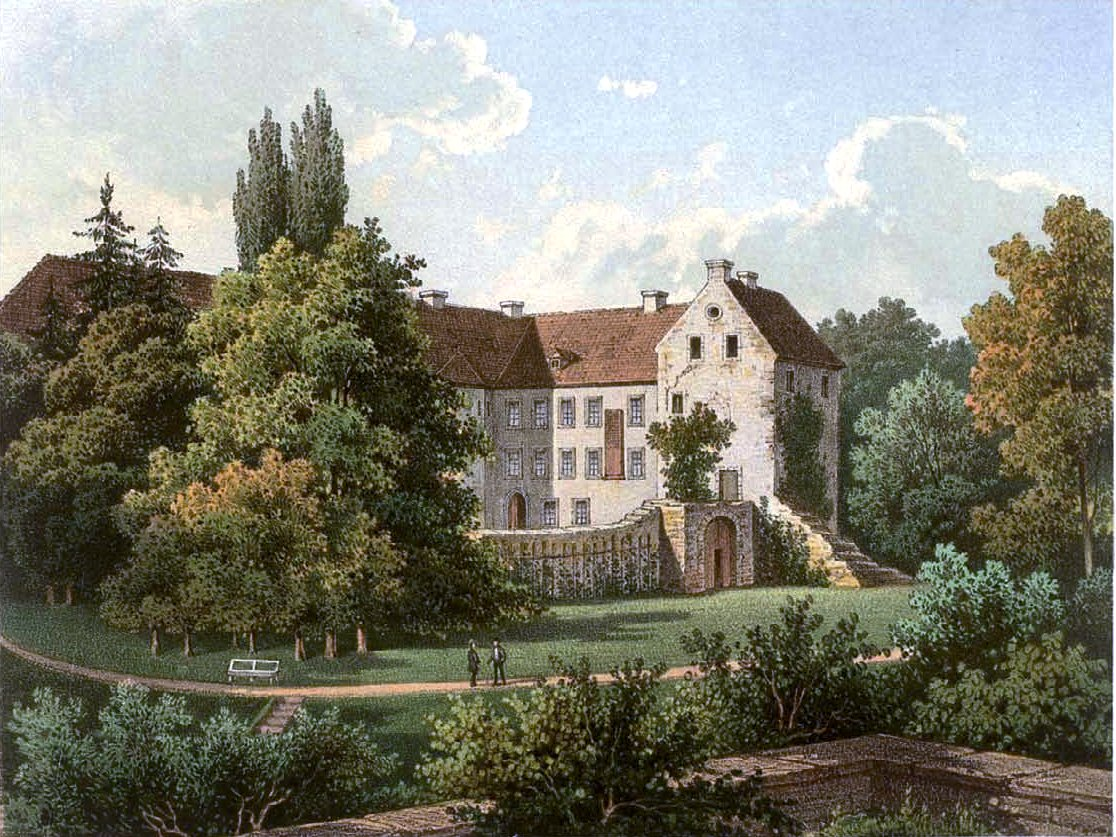
Schloss Altenhausen, Sachsen-Anhalt
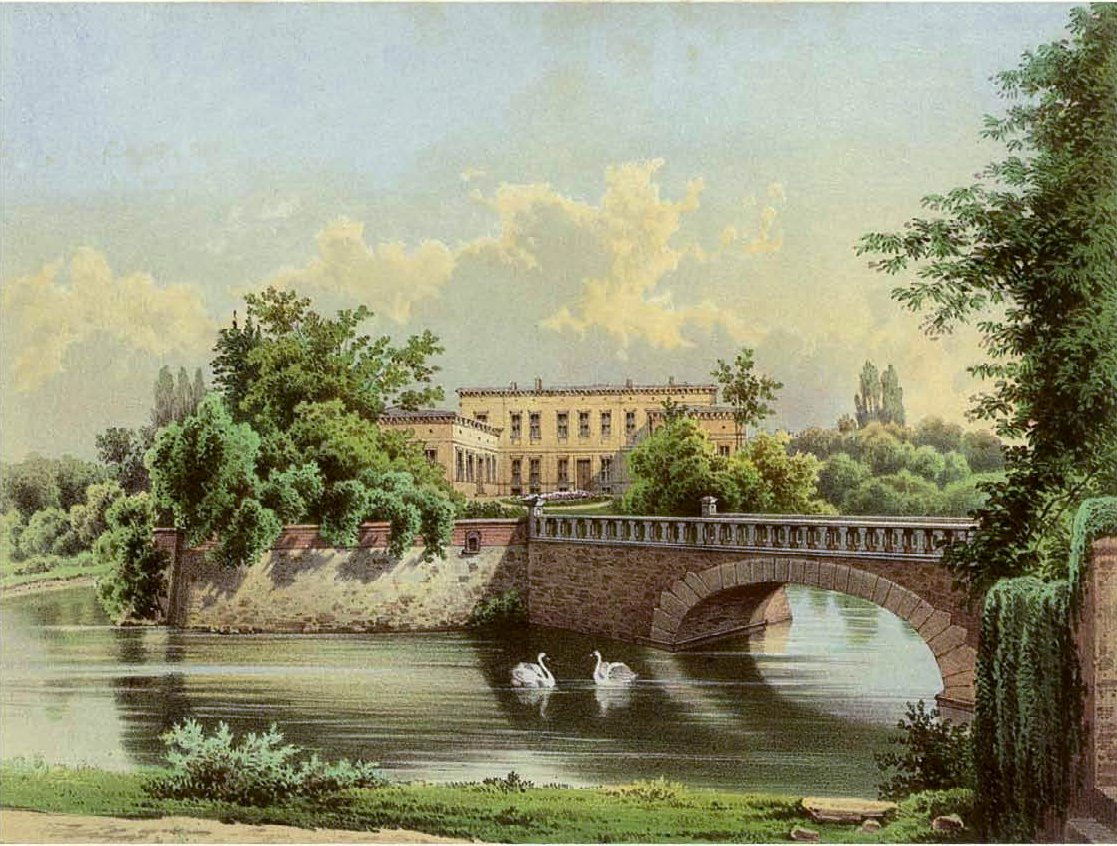
Schloss Angern, Sachsen-Anhalt
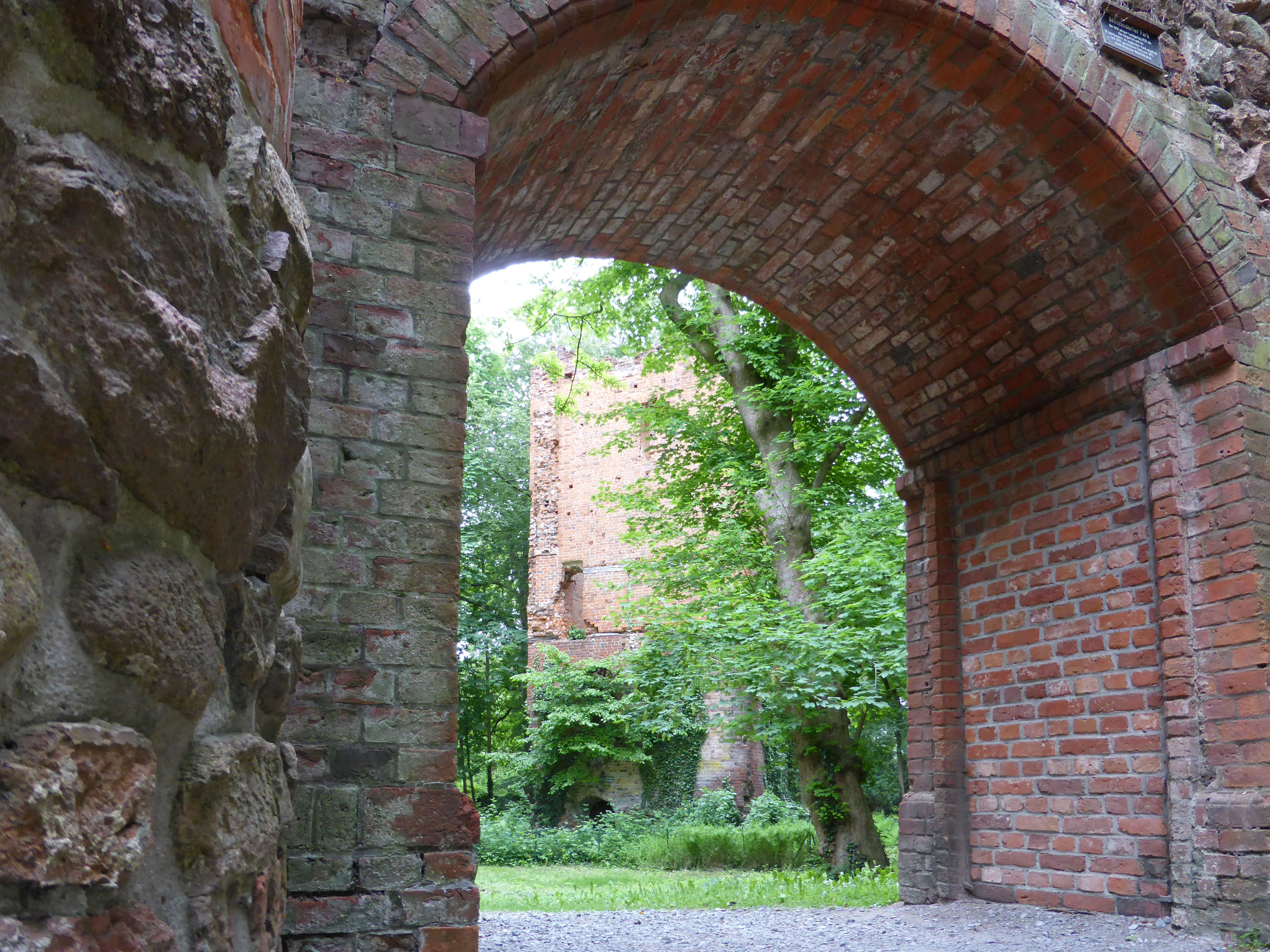
Burg Beetzendorf, Sachsen-Anhalt
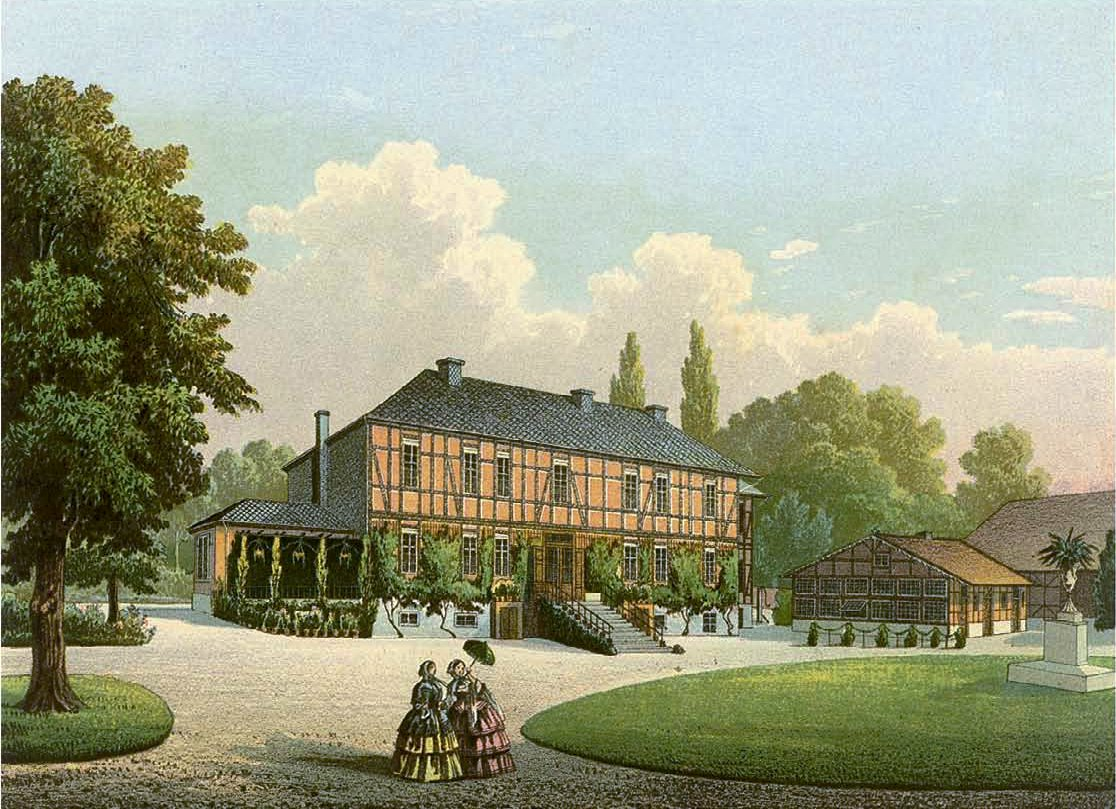
Apenburger Hof in Beetzendorf, Sachsen-Anhalt
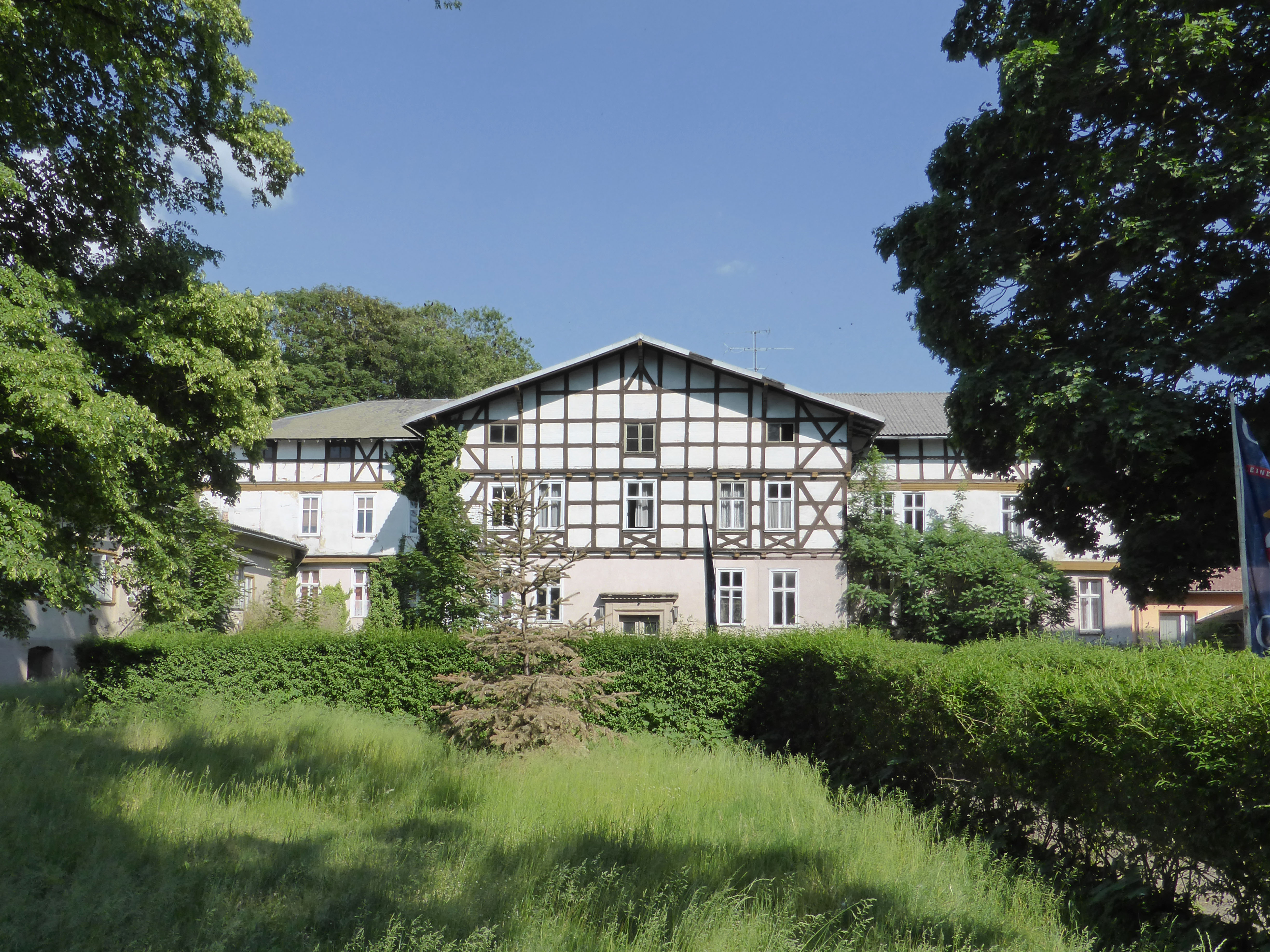
Großer Hof in Beetzendorf, Sachsen-Anhalt
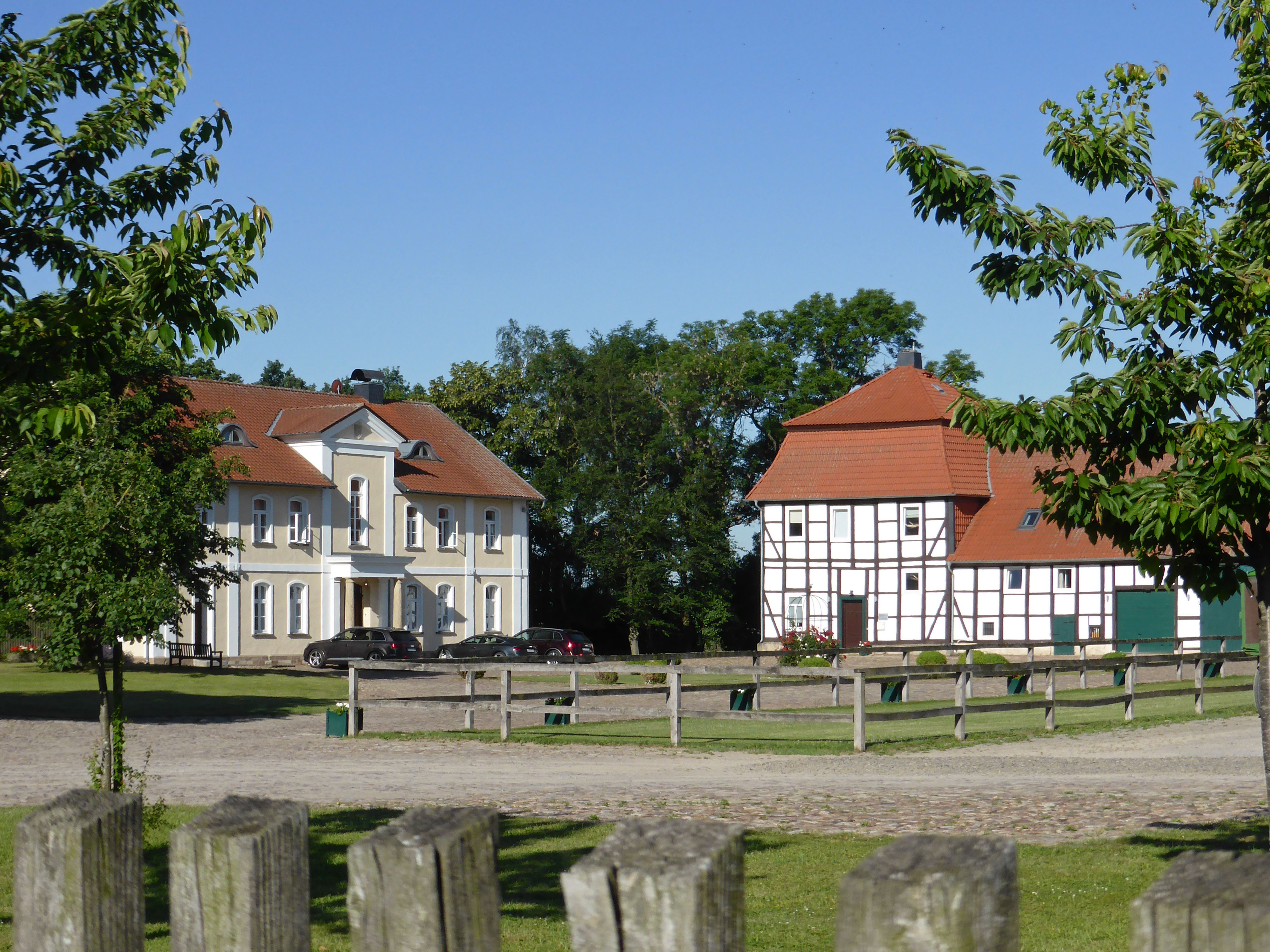
Rittergut Bisdorf, Niedersachsen (zu Wolfsburg)
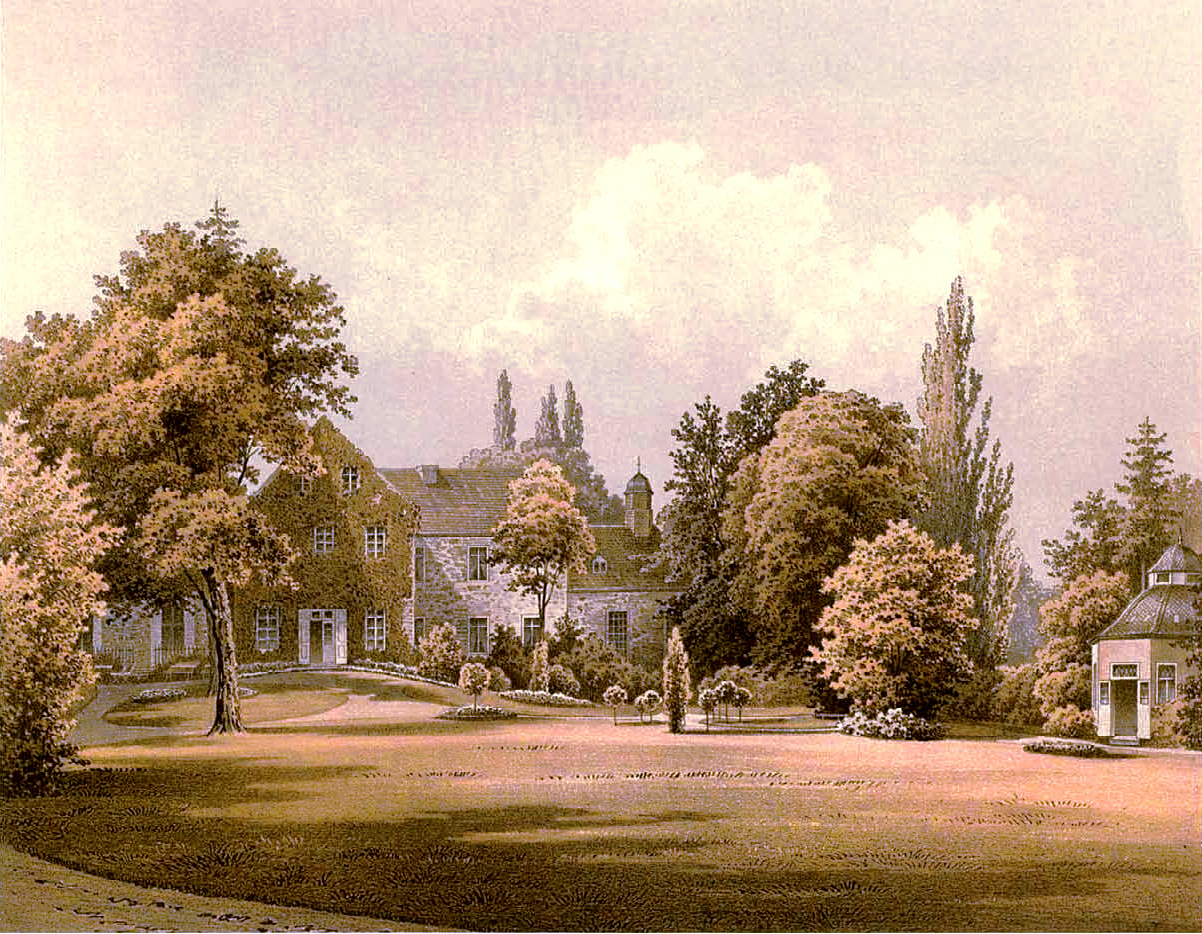
Schloss Bodendorf, Sachsen-Anhalt
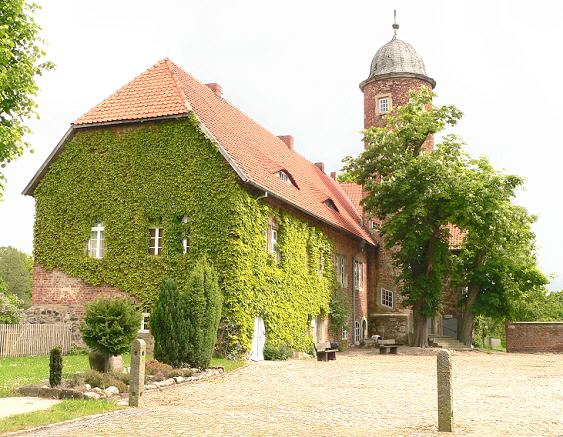
Burg Brome, Niedersachsen (zu Wolfsburg)
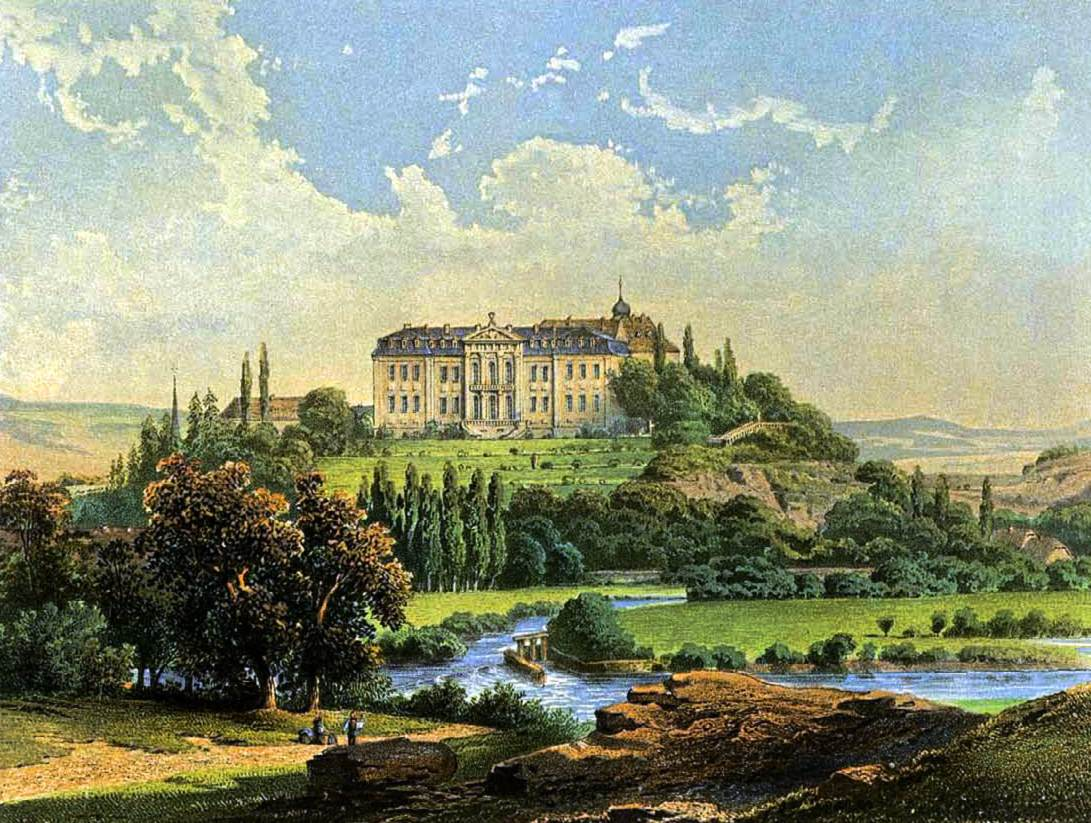
Schloss Burgscheidungen, Sachsen-Anhalt
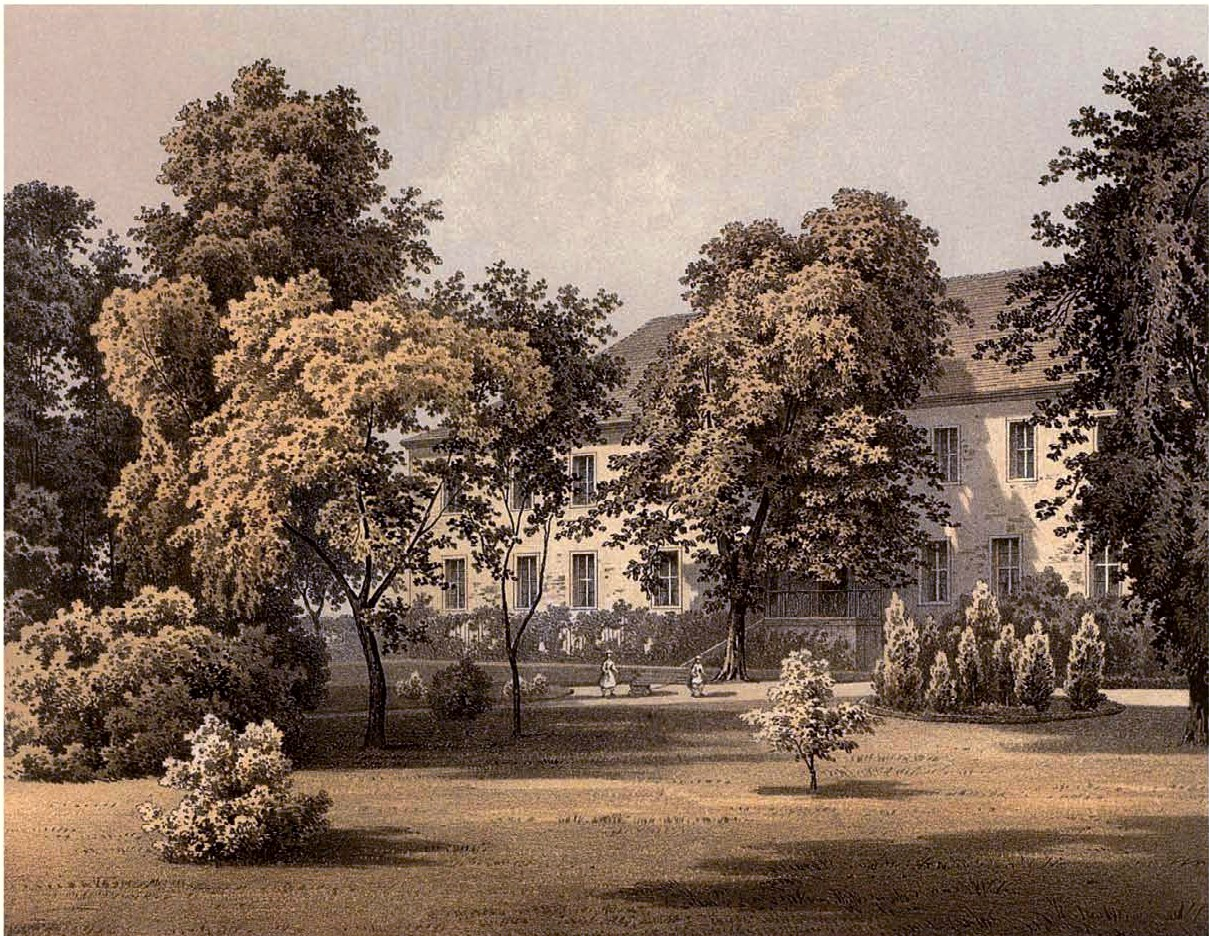
Rittergut Emden, Sachsen-Anhalt
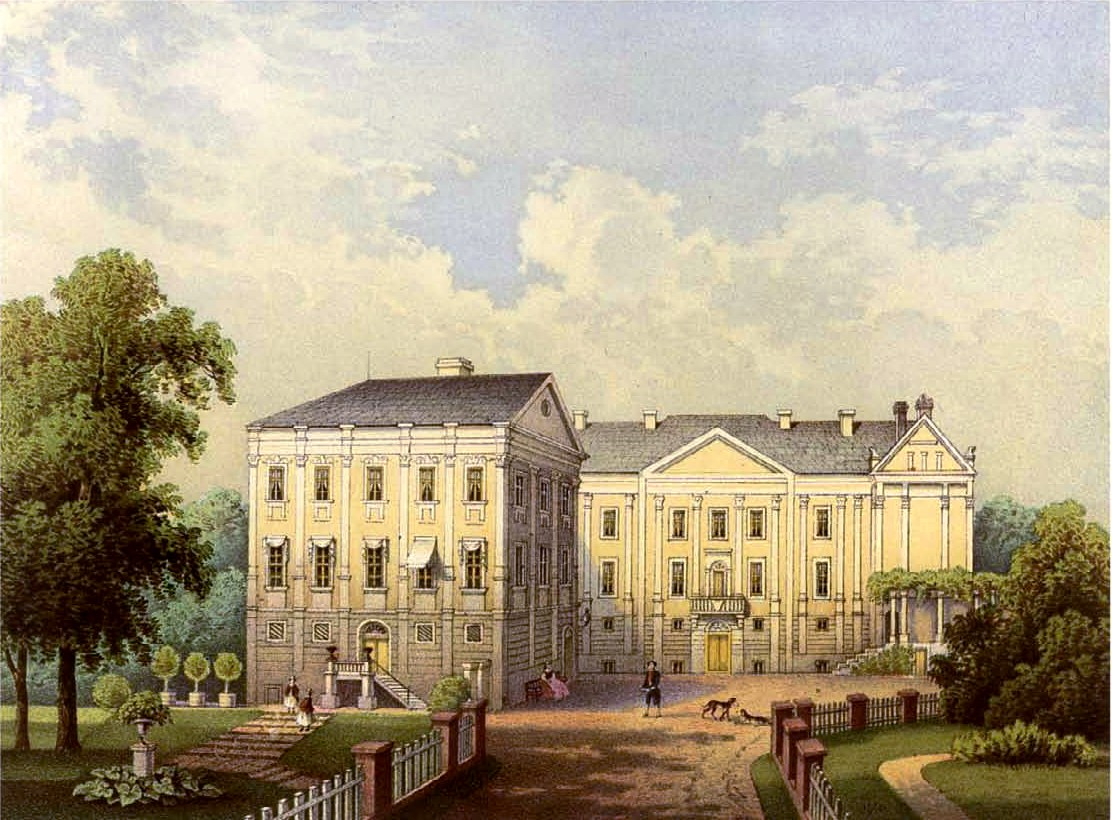
Schloss Filehne, Provinz Posen
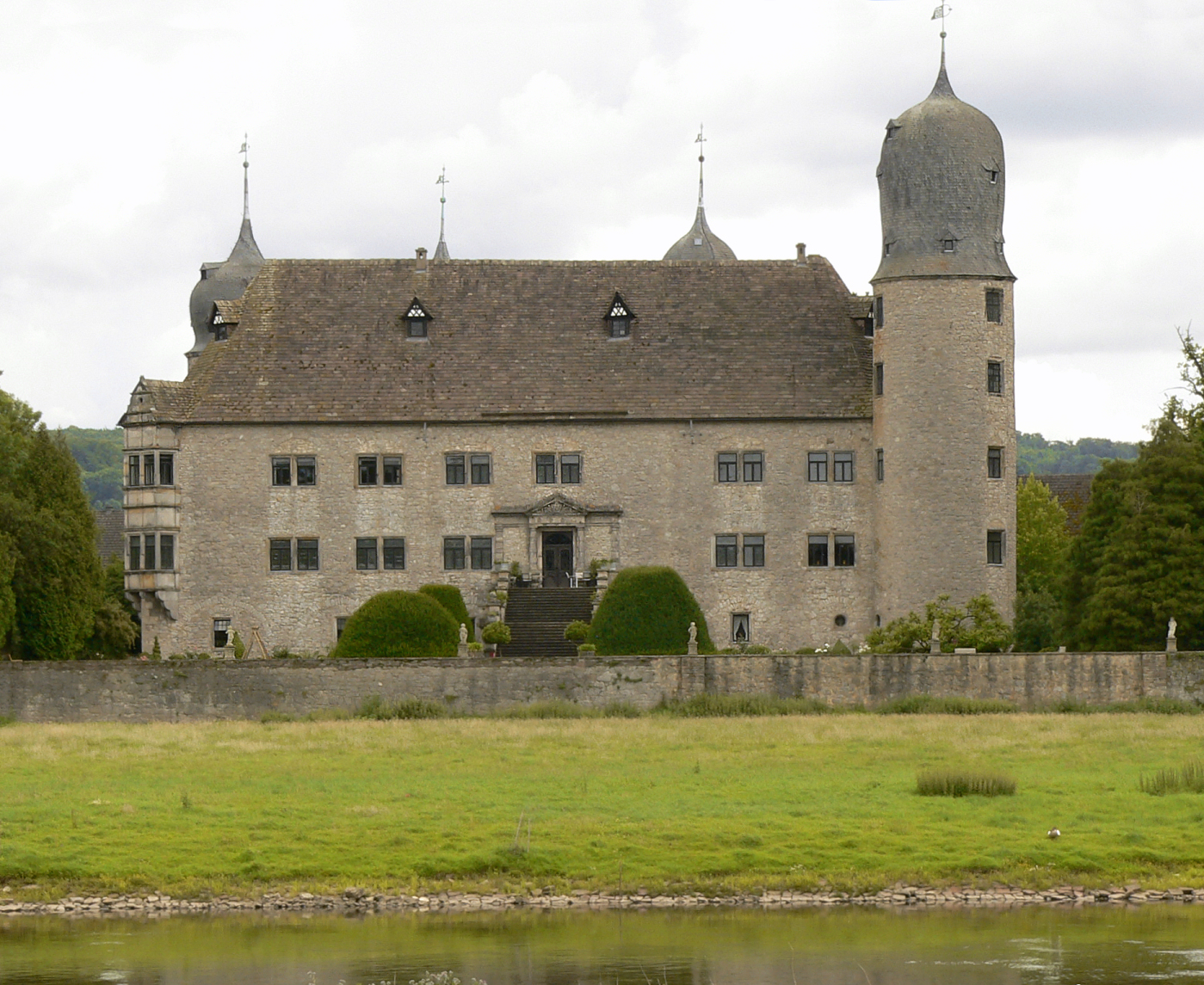
Wasserschloss Hehlen, Niedersachsen
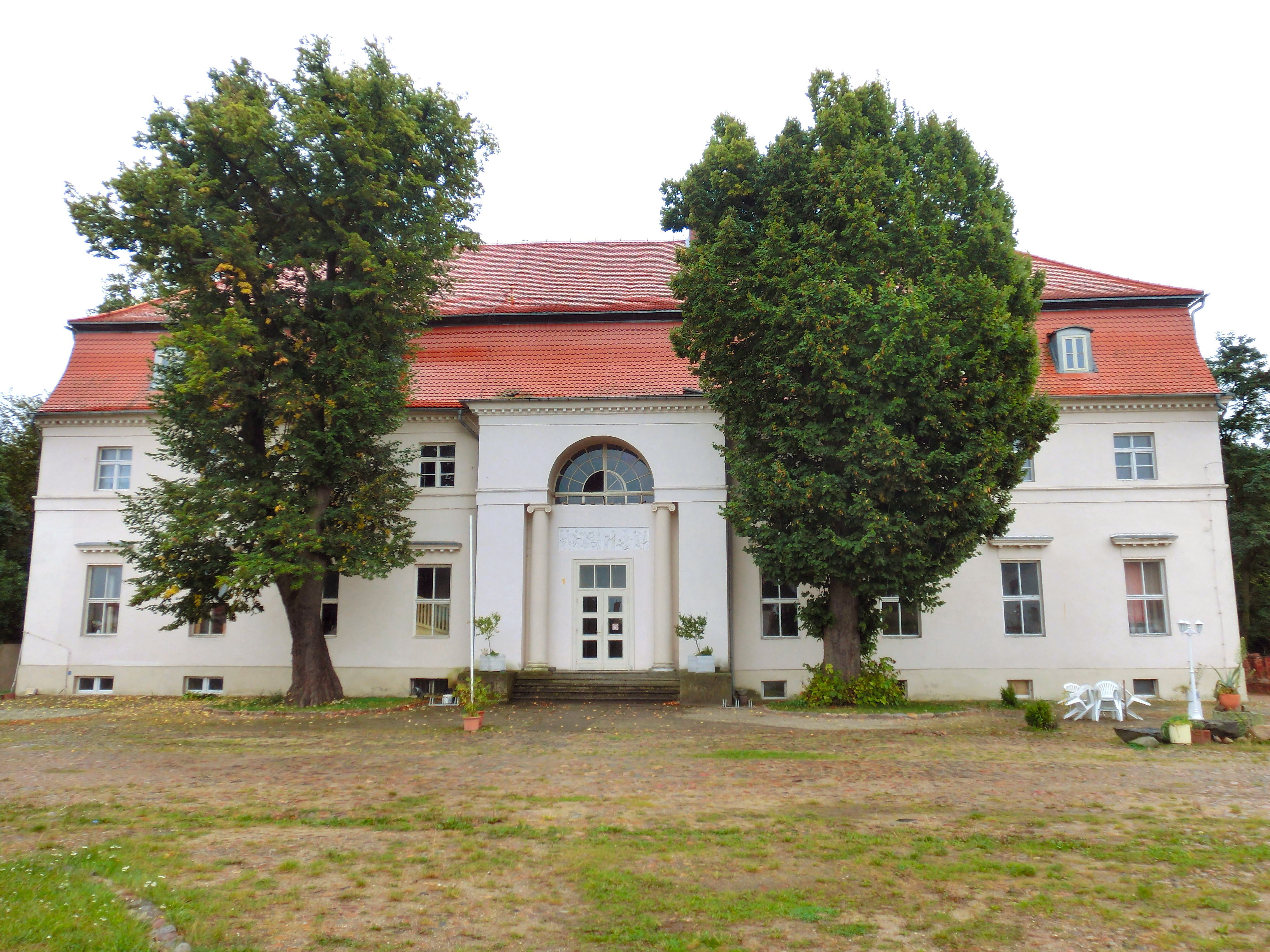
Herrenhaus Kehnert, Sachsen-Anhalt
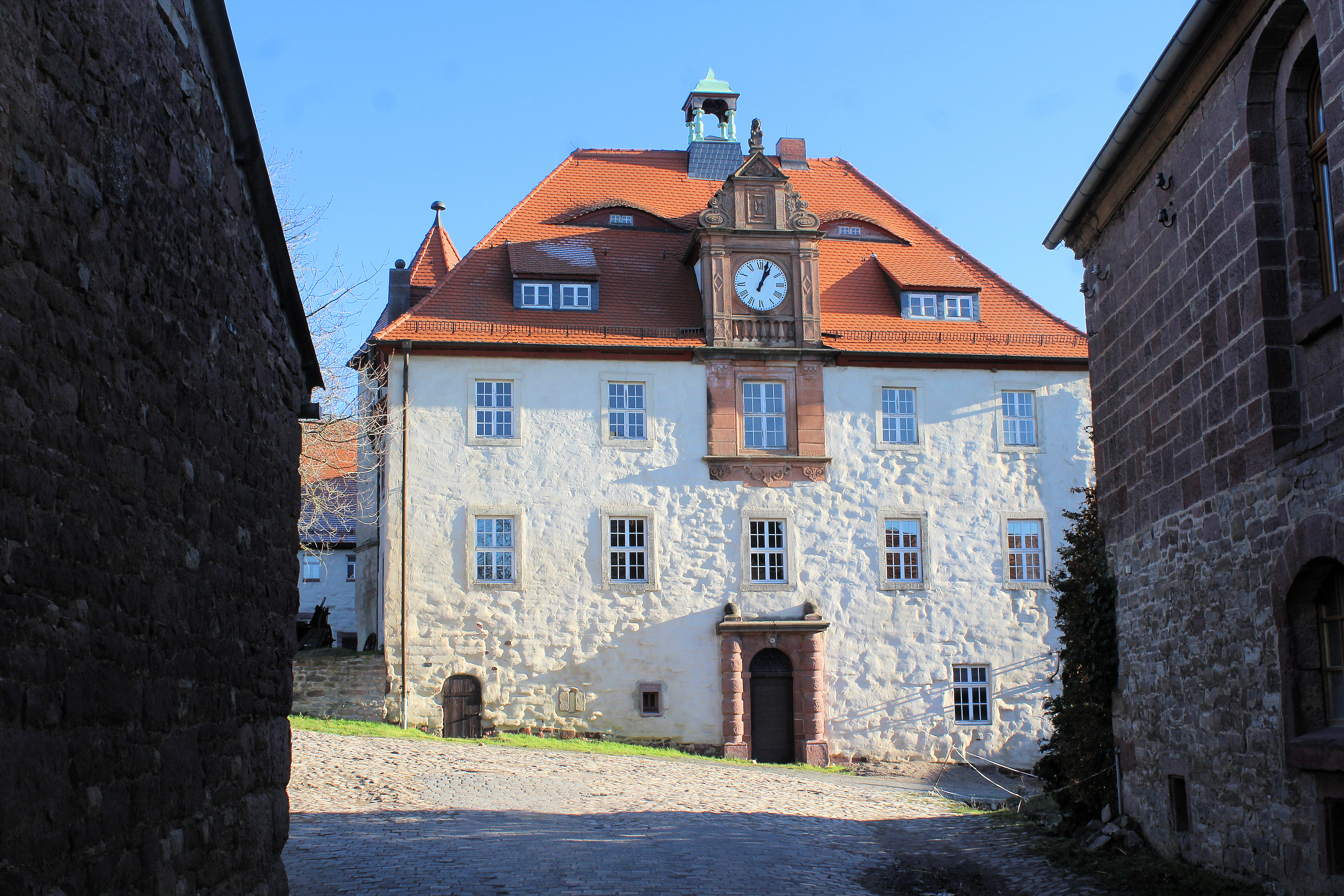
Altes Schloss Klosterrode, Sachsen-Anhalt
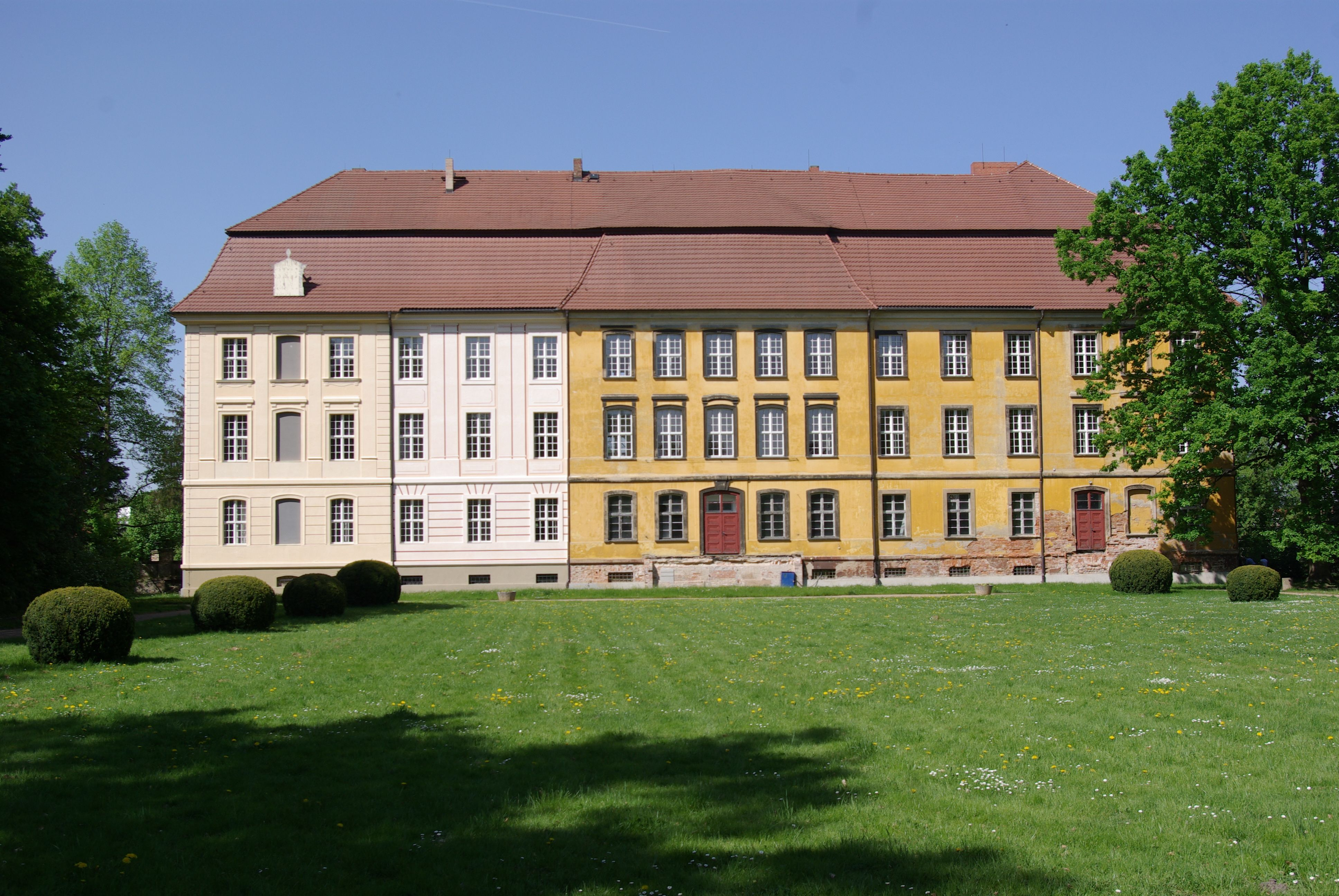
Schloss Lieberose, Niederlausitz (Brandenburg)
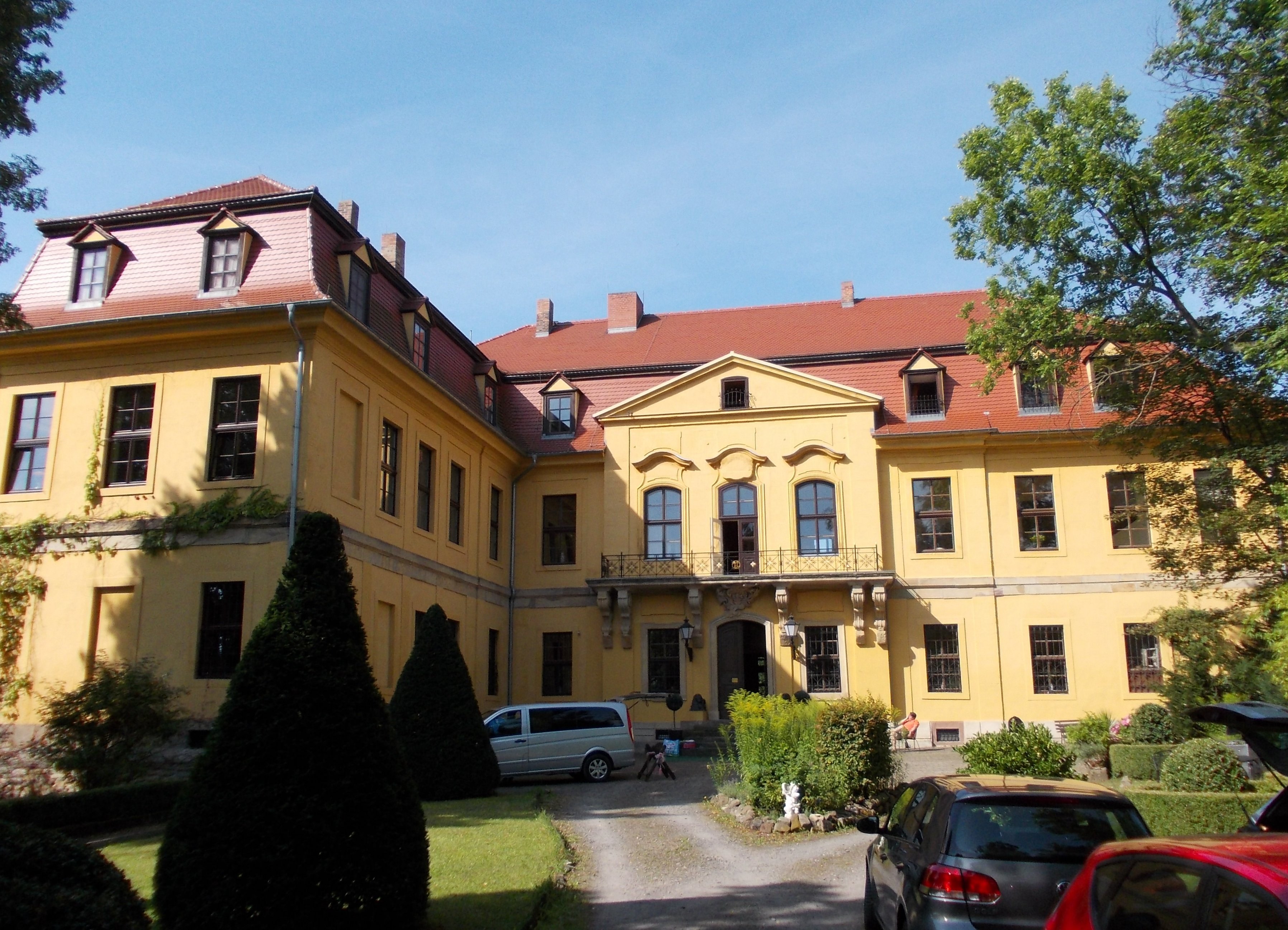
Schloss Lodersleben, Sachsen-Anhalt
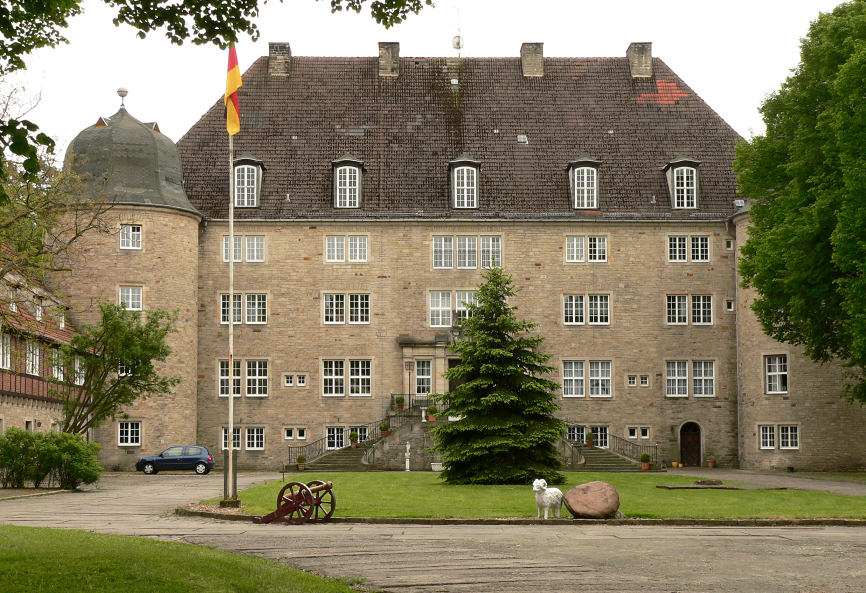
Schloss Neumühle, Sachsen-Anhalt (zu Wolfsburg)
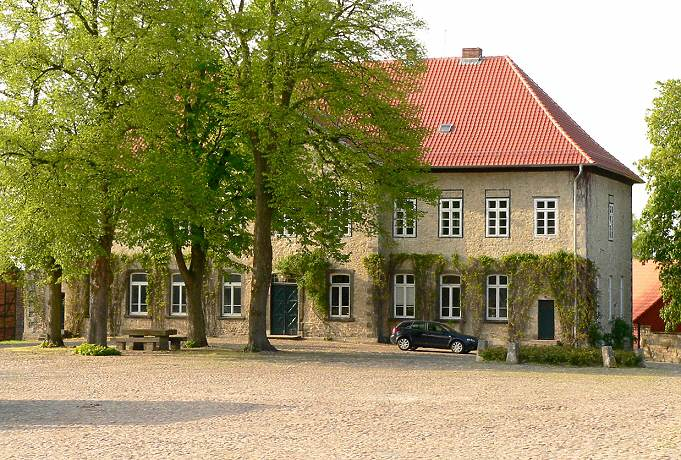
Rittergut Nordsteimke, Niedersachsen (zu Wolfsburg)
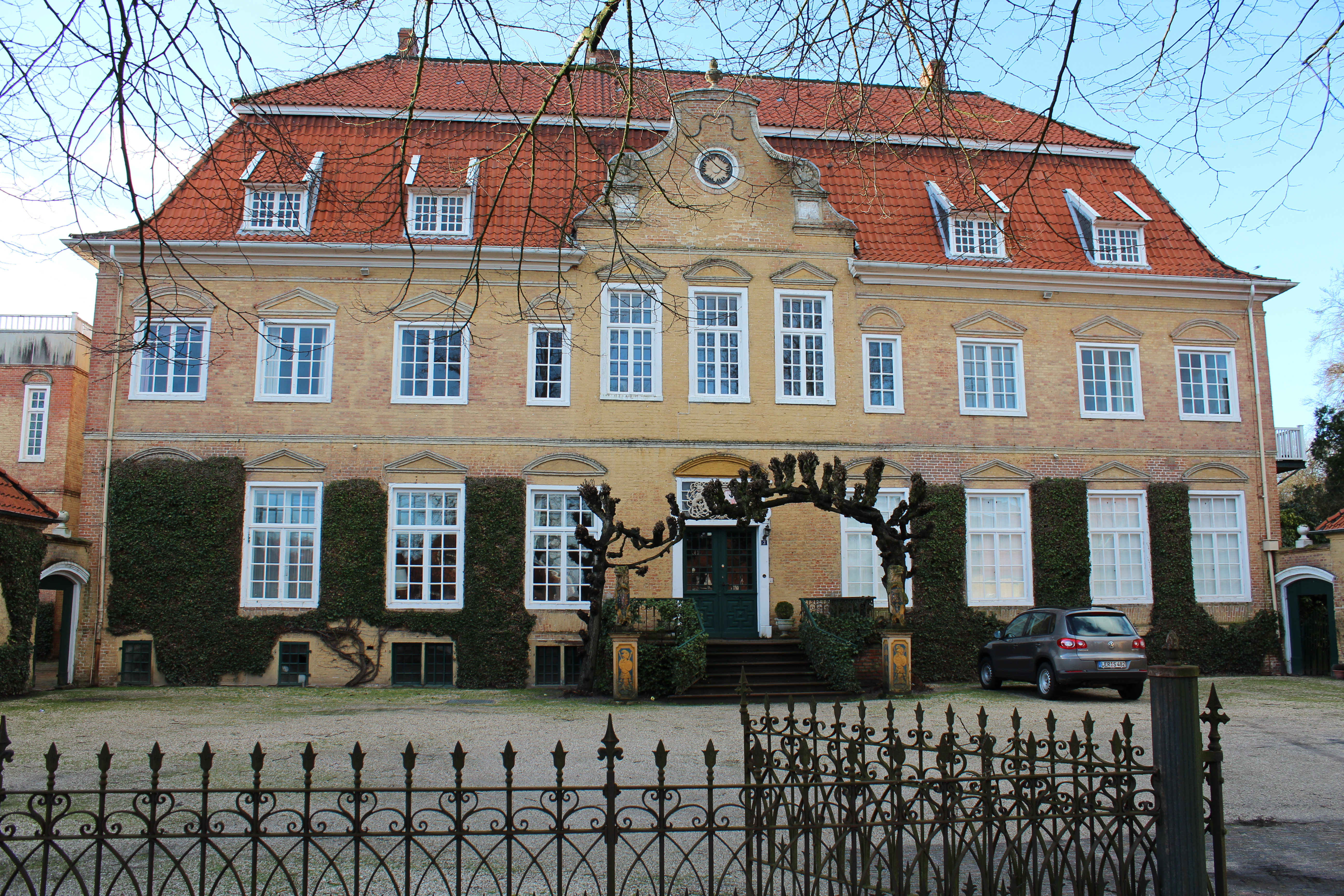
Philippsburg (Leer), Niedersachsen
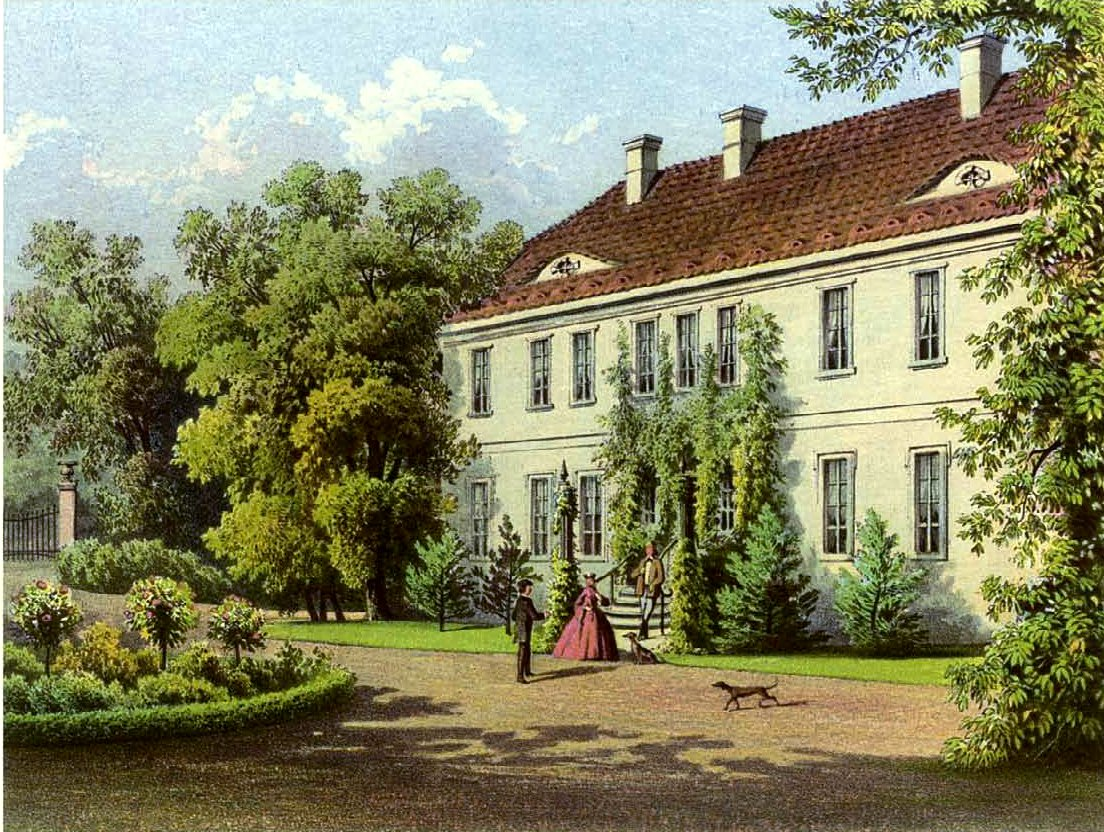
Rittergut Priemern, Sachsen-Anhalt
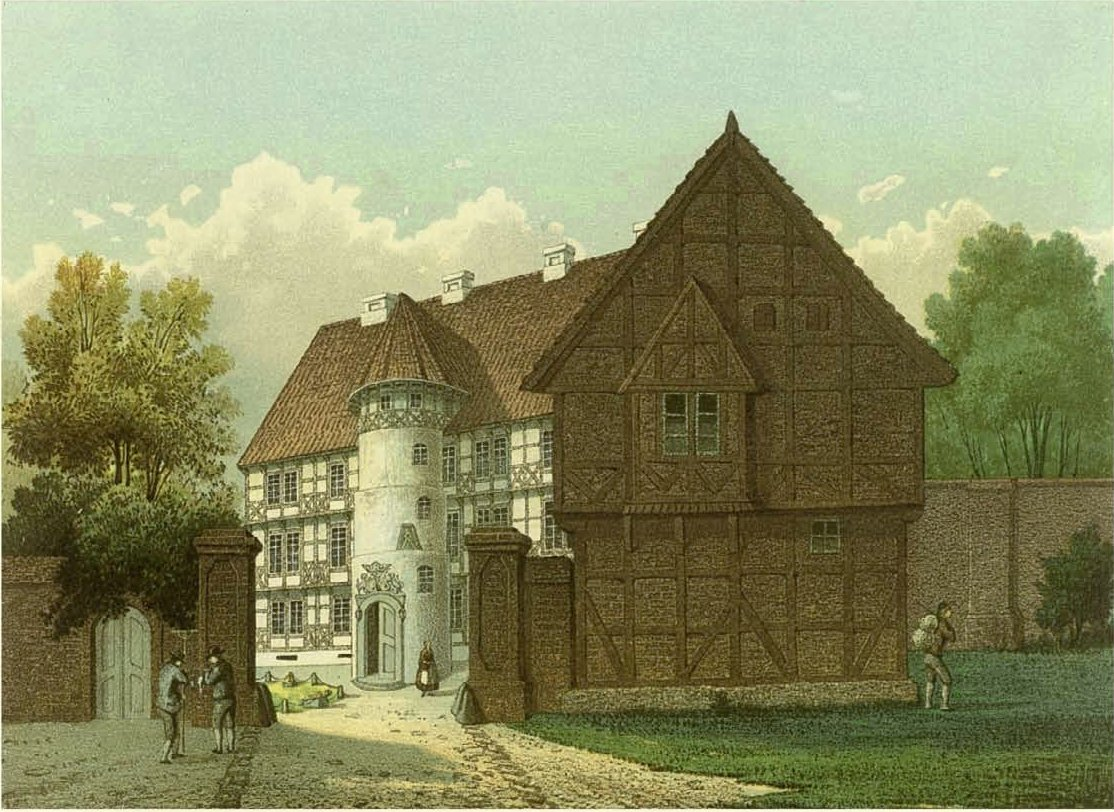
Propstei Salzwedel, Sachsen-Anhalt
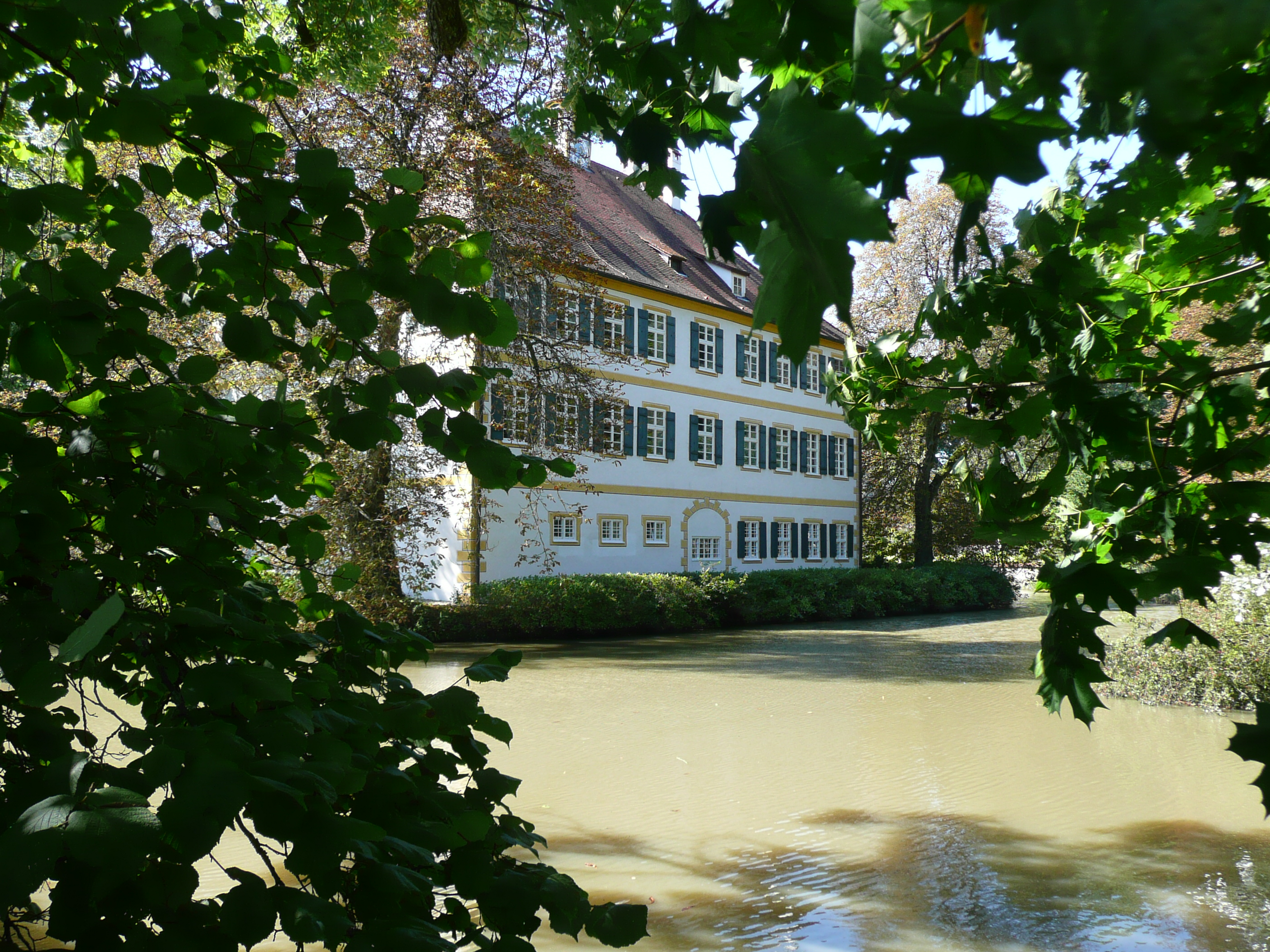
Schloss Schönbrunn (Denkendorf), Oberbayern
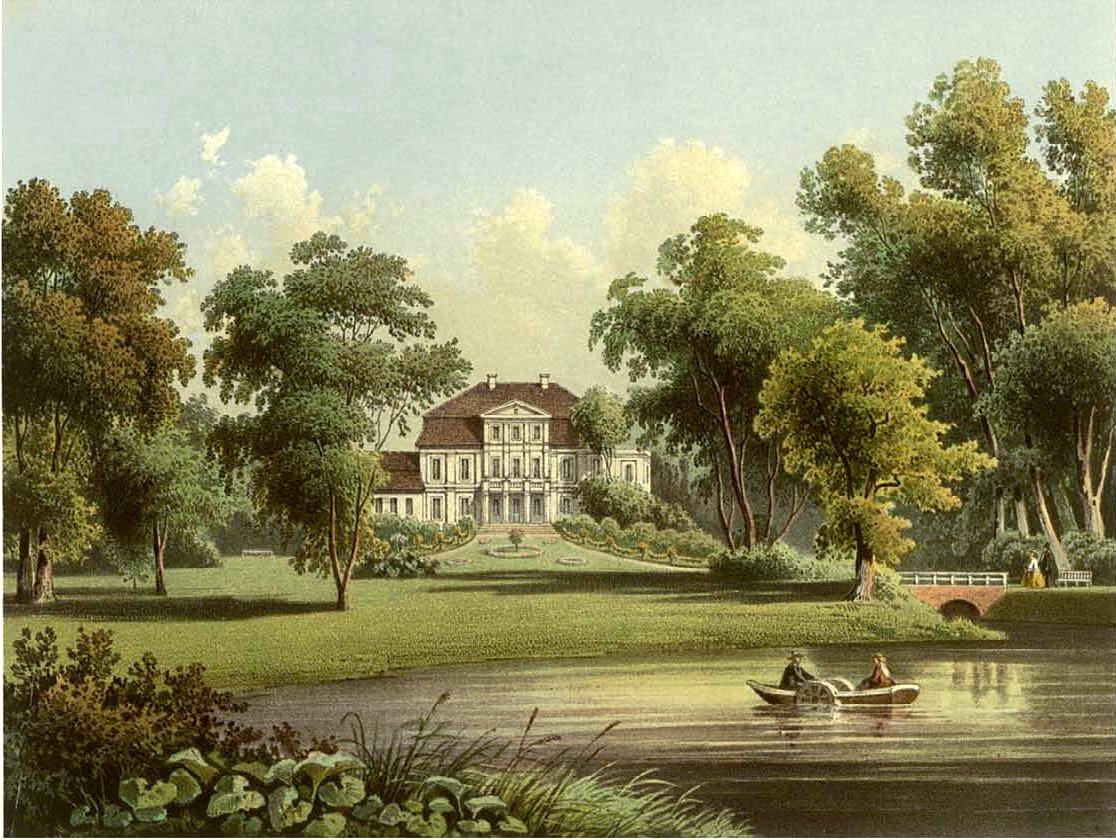
Schloss Trampe, Barnim (Brandenburg)
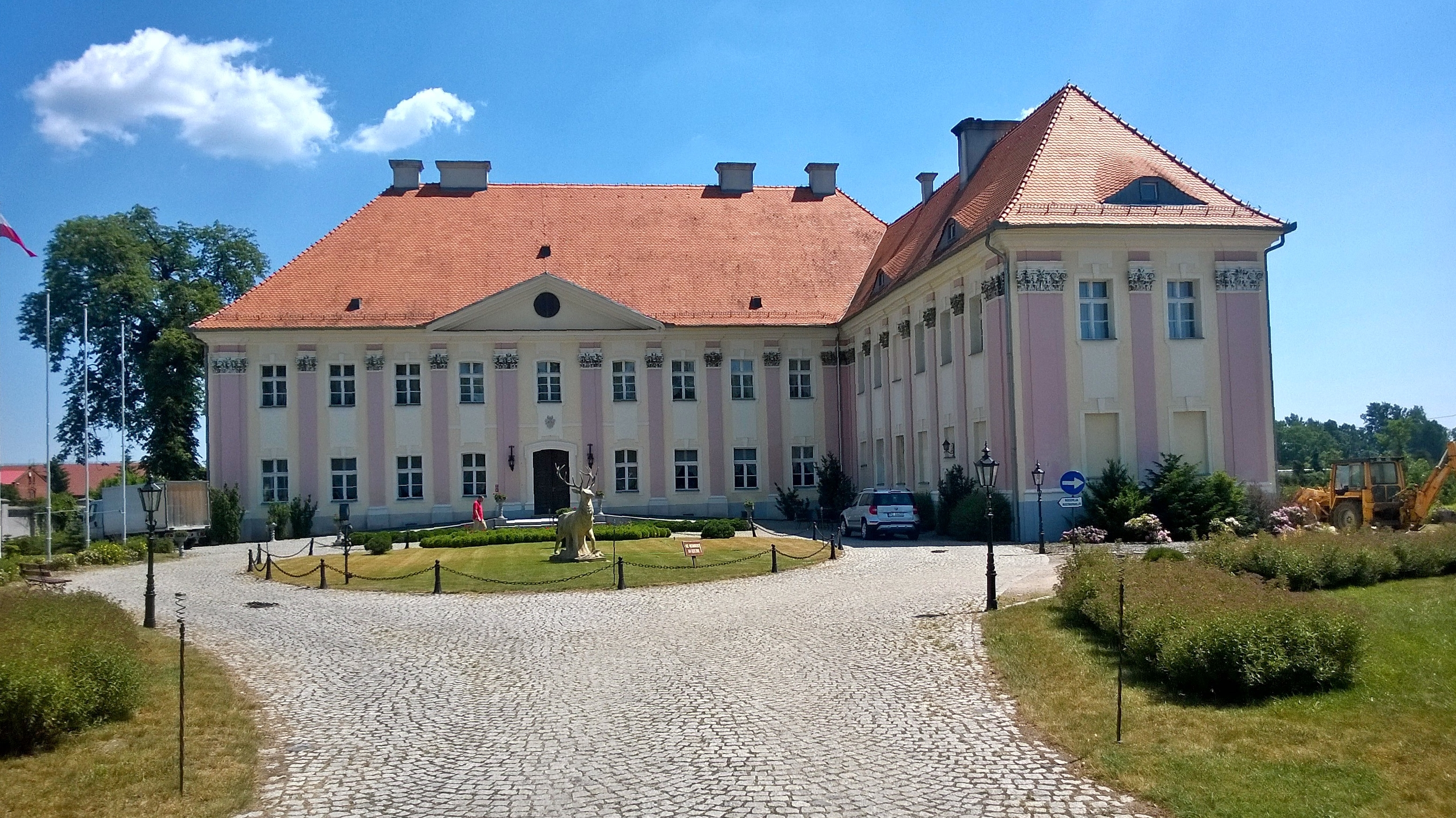
Schloss Triebusch, Woiwodschaft Großpolen
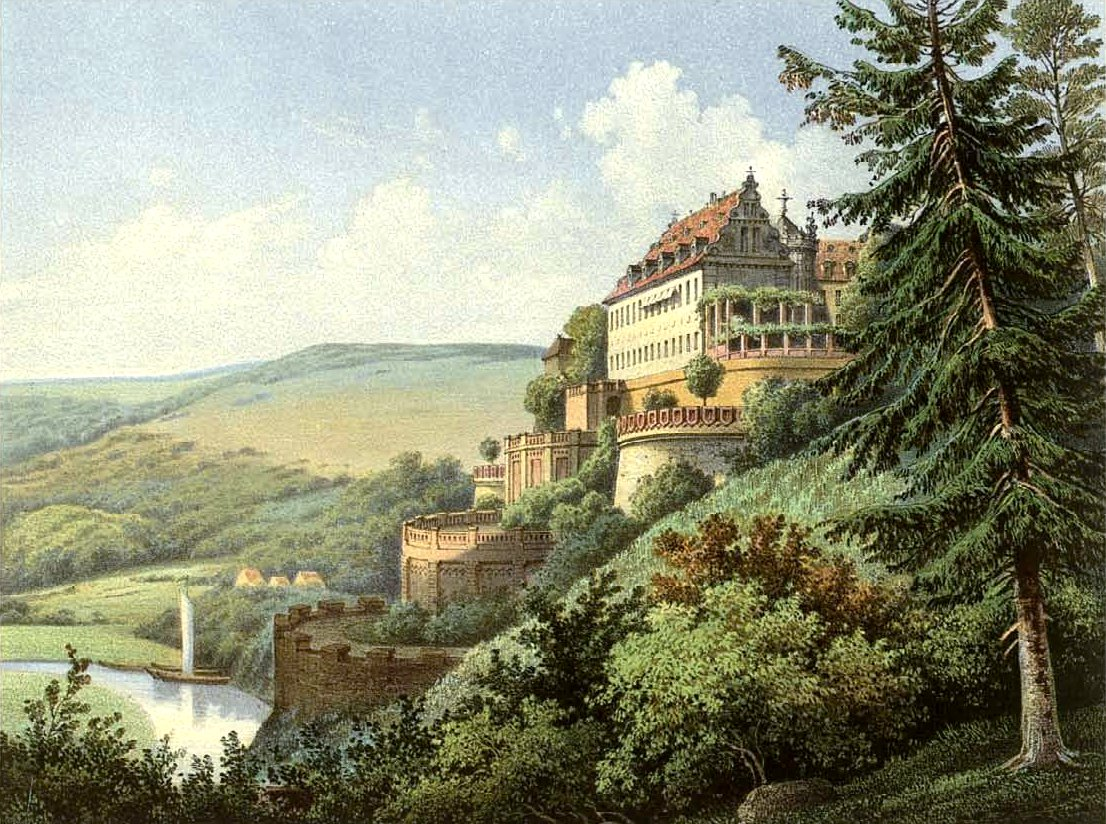
Schloss Vitzenburg, Sachsen-Anhalt
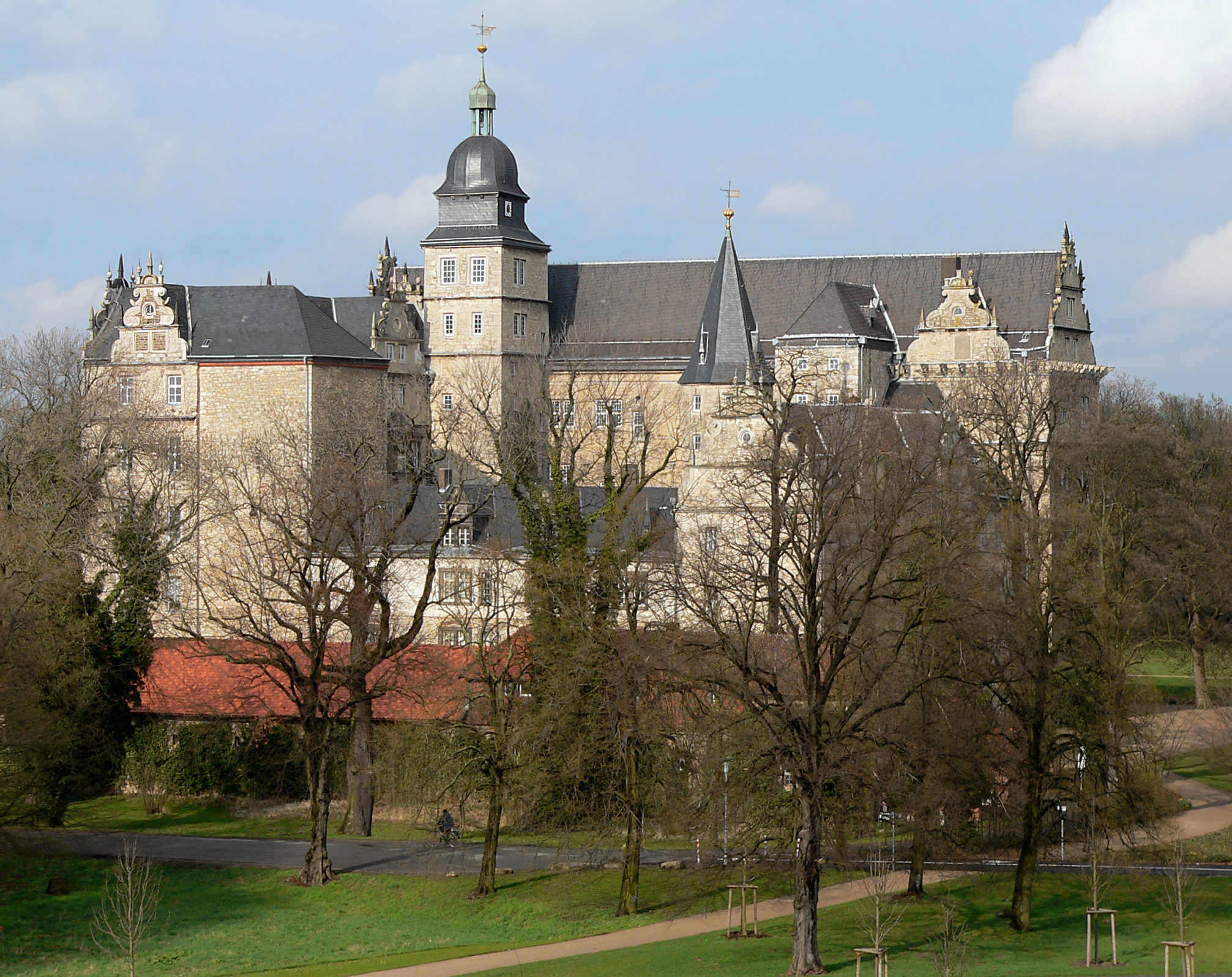
Schloss Wolfsburg, Niedersachsen

## Standeserhöhungen
- 1563 wurden Jakob von der Schulenburg und seine Brüder Alexander und Daniel, Söhne von Matthias von der Schulenburg aus der Linie Altenhausen, durch Kaiser Ferdinand I. mit Freiherrendiplomen ausgezeichnet.
Über die Söhne Daniels setzte sich die Freiherrenlinie wie folgt fort:
  - Matthias (1578–1656), Oberhauptmann des Holzkreises, Landrat im Erzstift Magdeburg, als der Salzhafte Mitglied der Fruchtbringenden Gesellschaft
    - Alexander (1616–1681)
      - Gertrud (1659–1697), ⚭ Friedrich Achaz von der Schulenburg-Hehlen (1602–1661)
      - Alexander von der Schulenburg (1662–1733) (1713 Bestätigung des Freiherrentitels), kurhannoverscher Generalleutnant

    - Gustav Adolf (1632–1691), kurbrandenburgischer Geheimrat und Kammerpräsident
      - Matthias Johann von der Schulenburg (ab 1715 Graf), venezianischer Feldmarschall
      - Daniel Bodo von der Schulenburg (ab 1715 Graf), sächsisch-polnischer Generalleutnant
      - Melusine von der Schulenburg (ab 1715 Gräfin), als Mätresse des britischen Königs Georg I. von Großbritannien 1716 Herzogin von Munster, 1719 Herzogin von Kendal, 1722 Titular-Reichsfürstin von Eberstein. Sie hatte drei Töchter mit dem König:
        - Anna Luise von der Schulenburg (1692–1773), Gräfin von Delitz, ⚭ Ernst August von dem Bussche-Ippenburg
        - Petronella Melusina von der Schulenburg (1693–1778), Countess of Walsingham, ⚭ Philip Stanhope, 4. Earl of Chesterfield
        - Margarethe Gertrud Gräfin von Oeynhausen (1701–1728) ⚭ Albrecht Wolfgang Graf zu Schaumburg-Lippe

      - Sophia Juliana von der Schulenburg (1668–1753) ⚭ Graf Raban Christoph von Oeynhausen († 1749), hannoverscher Oberjägermeister
        - Ferdinand Ludwig von der Schulenburg-Oeynhausen (1699–1754), kaiserlicher General-Feldzeugmeister, ⚭ 1740 Gräfin Maria Anna von Kottulinsky, verw. Fürstin von Liechtenstein (1707–1788)
          - Graf Ferdinand Ludwig I. von der Schulenburg-Oeynhausen (1745–1825), kurpfälzischer Oberst
            - Graf Ferdinand Ludwig II. von der Schulenburg-Oeynhausen (1800–1860), lippe-detmoldscher Kammerherr

  - Henning (1587–1637)
    - Heinrich (1621–1691)

Am 4. Dezember 1713 bestätigte Kaiser Karl VI. dem hannoverschen Generalleutnant Alexander von der Schulenburg (1662–1733) aus dem Hause Altenhausen die seinem Urgroßvater Daniel verliehene Erhebung zum Freiherrn. 1715 zeichnete er dessen Vettern, den venezianischen Feldmarschall Matthias Johann und seinen Bruder, den sächsischen Generalleutnant Daniel Bodo mit dem Reichsgrafentitel aus, ferner auch deren Schwester Melusine, die langjährige Mätresse des hannoverschen Kurfürsten und britischen Königs Georg I. Aus der Verbindung mit dem König stammten drei uneheliche Töchter, welche Melusine ihren beiden Schwestern als Ziehtöchter (und offiziell deren Kinder) anvertraute. Die beiden älteren kamen zu Anna Luise, verheiratet mit Friedrich Achaz von der Schulenburg-Hehlen, und erhielten folglich den Namen von der Schulenburg, die jüngste kam zu Sophia Juliana, verheiratet mit Raban Christoph von Oeynhausen, und erhielt den Namen von Oeynhausen. 1721 wurde diese Jüngste, Margarethe Gertrud, in den persönlichen Reichsgrafenstand erhoben, um den Erbgrafen Albrecht Wolfgang zu Schaumburg-Lippe standesgemäß heiraten zu können. Ihre Zieheltern, das Ehepaar Oeynhausen, wurden im Jahr darauf ebenfalls in den Reichsgrafenstand erhoben. Deren eigener Sohn, Ferdinand Ludwig Graf von der Schulenburg-Oeynhausen (1699–1754), wurde kaiserlicher General-Feldzeugmeister und erhielt 1724 von seinem Onkel, dem venezianischen Feldmarschall Matthias Johann Graf von der Schulenburg, die Erlaubnis, seinem eigenen Familiennamen Oeynhausen den am Wiener Kaiserhof bekannteren Namen Schulenburg voranzustellen. So entstand für drei Generationen eine gräfliche Linie Schulenburg-Oeynhausen (des Stammes Oeynhausen).
1644 wurde Heinrich Joachim von der Schulenburg (1610–1665), Herr auf Lieberose, durch Kaiser Ferdinand III. mit einem Freiherren-Diplom ausgezeichnet. Seine beiden Ehen blieben jedoch kinderlos. Testamentarisch hatte er verfügt, dass der als sein Universalerbe vorgesehene Achaz von der Schulenburg aus dem Hause Beetzendorf (1610–1680) den Freiherrentitel erhalten solle. Dies erreichte Achaz am 21. März 1667 bei Kaiser Leopold mit gleichzeitiger Wappenmehrung.

## Lebenswege
Der Lebensweg der männlichen Familienangehörigen der Adelsfamilie war vorgezeichnet und entsprachen den üblichen wirtschaftlichen Grundlagen des deutschen Adels. Neben der Verwaltung ihrer Güter betätigten sie sich in großer Zahl beim Militär: im Mittelalter als Burgmannen und als Hauptleute der Lehnsaufgebote in der Mark Brandenburg, in der frühen Neuzeit als Führer von Söldnertruppen und später als Offiziere, vor allem in der preußischen Armee, aber auch in anderen Ländern. Am bekanntesten wurde Matthias Johann von der Schulenburg, der im Dienste der Republik Venedig zum Feldmarschall aufstieg und von Kaiser Karl VI. 1715 als erstes Mitglied der Familie in den erblichen Reichsgrafenstand erhoben wurde.
Etliche Mitglieder der Adelsfamilie erlangten hohe Positionen. Dazu gehörten vier Feldmarschälle, 25 Generäle, drei Herrenmeister des Johanniterordens, sechs Staatsminister und vier Bischöfe.
Die Familie hatte mehrere Erbämter inne. Sie waren spätestens seit dem 14. Jahrhundert Erbküchenmeister der Kurmark Brandenburg. Sie waren auch Erbkämmerer der Landgrafschaft Thüringen seit dem 18. Oktober 1861. Ferner hatten sie einen erblichen Sitz im preußischen Herrenhaus für den jeweiligen Standesherrn der Freien Standesherrschaft Lieberose vom 12. Oktober 1855 bis 1918.
Im Einschreibebuch des Klosters Dobbertin befinden sich auch zwei Eintragungen von Töchtern der gräflichen Familien von der Schulenburg aus dem mecklenburgischen Tressow und Groß Krankow von 1874 und 1903 zur Aufnahme in das adelige Damenstift.
Viele Vertreter der Familie haben auch Positionen in der Staatsverwaltung bekleidet. Die Neigung der Schulenburger zum Soldatenberuf brachte es mit sich, dass die Familie in Kriegen zahlreiche Gefallene zu beklagen hatte, zuletzt im Ersten und Zweiten Weltkrieg.
Im 20. Jahrhundert waren zwei Angehörige des Geschlechts (Graf Dietlof und Graf Friedrich-Werner) Widerstandskämpfer des 20. Juli 1944 gegen das Regime Adolf Hitlers in der Zeit des Nationalsozialismus. Beide wurden vom Volksgerichtshof verurteilt und hingerichtet.
In den Reihen der Nationalsozialistischen Deutschen Arbeiterpartei fanden sich etwa 41 Mitglieder aus dem Geschlecht von der Schulenburg.

## Ausbreitung und wirtschaftliche Basis
Ab dem 15. Jahrhundert dehnte sich das Geschlecht durch den Erwerb von Besitzungen außerhalb der Altmark weiter aus. Um 1600 erreichte der Grundbesitz des Geschlechts seine größte Ausdehnung. Sie hielten Lehen in der Mark Brandenburg, dem Erzstift Magdeburg, Anhalt, Wolfenbüttel, Lüneburg, Braunschweig, Kursachsen, Pommern, der Mark Lausitz und Böhmen.
Ihren Lebensunterhalt erzielten die Familienangehörigen, soweit sie ihn nicht aus Staats-, Hof- oder Militärdiensten bezogen, vorwiegend dadurch, dass sie die landesherrlichen Lehen den Bauern zur Bewirtschaftung überließen. Diese zahlten darauf Abgaben oder leisteten Frondienste. Ansätze zu eigener Landwirtschaft zeigten die Schulenburg durch die Gründung von Vorwerken, aus denen sich später Güter entwickelten. Die Bauernbefreiung im 19. Jahrhundert führte einerseits zum Verlust von Einnahmequellen (der Fronen, Zehnten und Naturalabgaben), andererseits ermöglichte sie die Vergrößerung mancher Güter durch Zukäufe mittels der hierfür erhaltenen Geld-Ablösungen.
Alle genealogischen Linien waren 1940 in der Deutschen Adelsgenossenschaft vertreten.
Der schwerste Einschnitt im Lauf vieler Jahrhunderte war die Bodenreform in der Sowjetischen Besatzungszone 1945, durch die fast alle Familienbesitzungen der Schulenburgs entschädigungslos enteignet und die Familienzweige aus ihrer Heimat, deren Geschichte sie mitgeprägt hatten, vertrieben wurden. Seither betätigen sich die meisten Familienmitglieder in „bürgerlichen“ Erwerbsberufen, denn nur wenige Besitze lagen in Westdeutschland, darunter das 1742 von der Familie von Bartensleben im Erbgang auf Adolph Friedrich von der Schulenburg aus dem Haus Beetzendorf übergegangene Schloss Wolfsburg in Niedersachsen mit Bisdorf und Burg Brome und dem 1846 hinzu erworbenen Rittergut Nordsteimke (siehe unten: Wolfsburger Linie). Das Wolfsburger Schloss hatte jedoch 1943 – samt einem Großteil des Gutes – an die Stadt des KdF-Wagens verkauft werden müssen und der neu erbaute Familiensitz Schloss Neumühle bei Beetzendorf wurde mit dem dazugehörigen Landbesitz durch die Bodenreform enteignet. Erst nach der Deutschen Wiedervereinigung konnte der Grundbesitz in Neumühle (ohne das Schloss), neben weiteren Flächen in Brandenburg, zurückerworben werden. Sitz der Forstverwaltung ist heute das Forsthaus Groß Wismar bei Neumühle. Der Gesamtbetrieb des Grafen Günther von der Schulenburg-Wolfsburg mit Sitz in Nordsteimke besteht heute aus ca. 820 Hektar landwirtschaftlicher Nutzfläche und 4.900 Hektar Forstfläche.
Ein noch älterer niedersächsischer Besitz der Familie war das um 1558 von dem Söldnerführer Fritz von der Schulenburg aus der „weißen Linie“ erworbene Gut Hehlen mit seinem 1579–1584 errichteten Wasserschloss Hehlen, das 1956 samt allem Grundbesitz und Inventar ohne Not verkauft wurde. Ein weiterer, seit 1748 bis heute im Besitz der Grafen Schulenburg befindlicher Betrieb ist das Gut in Osten-Altendorf bei Cuxhaven.
Das seit 1351 im Familienbesitz befindliche Stammgut Apenburg wurde nach der Deutschen Wiedervereinigung von Paul-Werner von der Schulenburg zurückerworben; die Familie betreibt dort inzwischen eine biologische Landwirtschaft auf knapp 450 Hektar Ackerland, 100 Hektar Grünland und ca. 120 Hektar Wald. Der Beetzendorfer Zweig erwarb Forstflächen in Tylsen (bei Salzwedel).
Das seit 1448 im Familienbesitz befindliche Gut Angern im Landkreis Börde in Sachsen-Anhalt, das ebenfalls 1945 enteignet worden war, konnte 1997 zurückerworben werden und wird heute mit 800 ha Forst sowie 150 ha Ackerland von Alexander Graf von der Schulenburg wieder bewirtschaftet (siehe unten: Linie Angern).
In der Zeit nach dem Zweiten Weltkrieg gingen außerdem das lippische Rittergut Hovedissen in Leopoldshöhe, das Schloss Schönbrunn in Oberbayern und Schloss Philippsburg in Ostfriesland auf dem Erbweg an Familienmitglieder über. Die 1936 wieder aufgebaute oberpfälzische Burg Falkenberg wurde hingegen 2008 verkauft.

## Bekannte Familienmitglieder

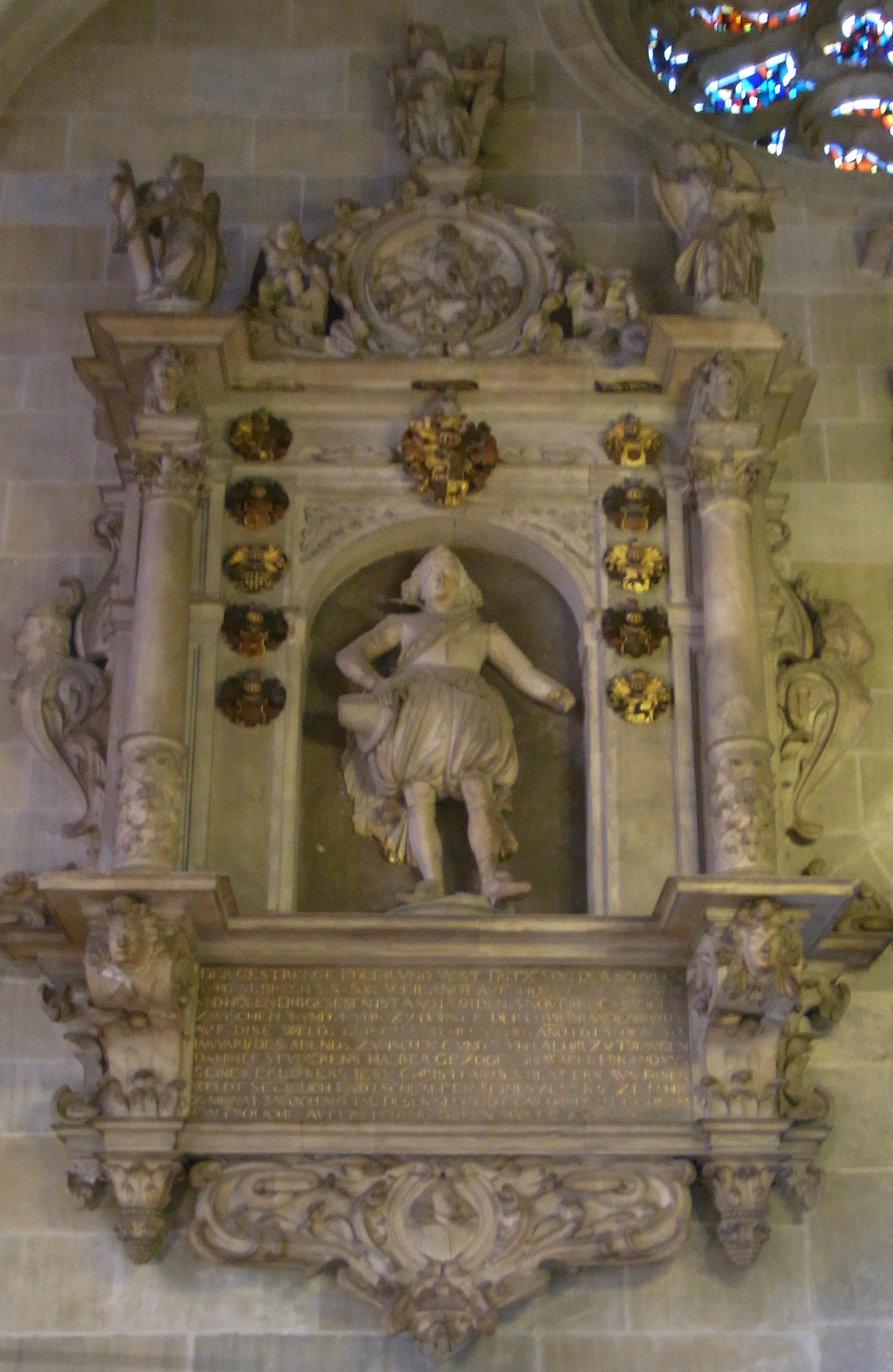
Alabaster-Epitaph für Fritz von der Schulenburg (1591–1613) in der Tübinger Stiftskirche

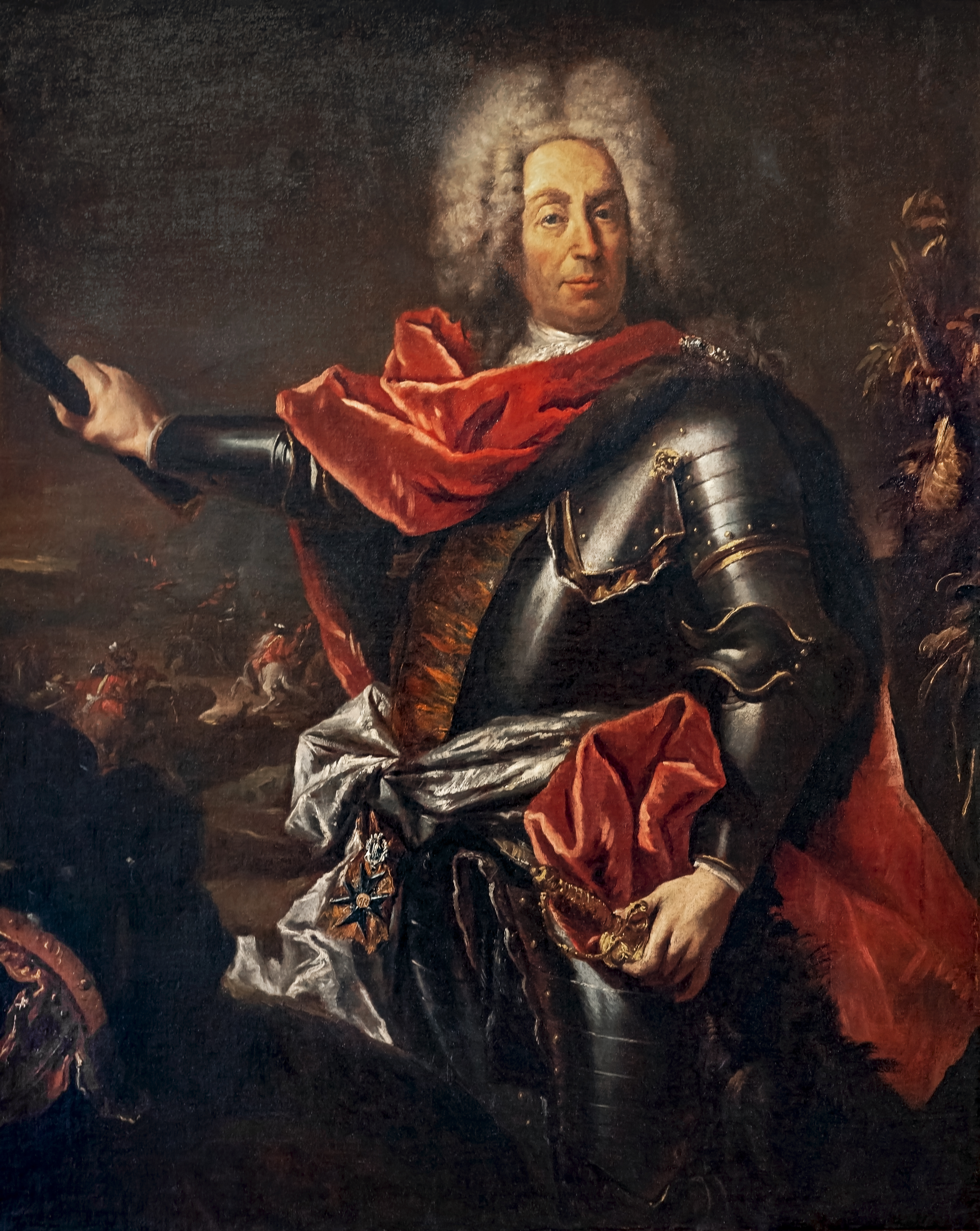
Matthias Johann von der Schulenburg (1661–1747), sächsischer General, venezianischer Feldmarschall, 1715 erster Reichsgraf; Gemälde von Giovanni Antonio Guardi, 1741

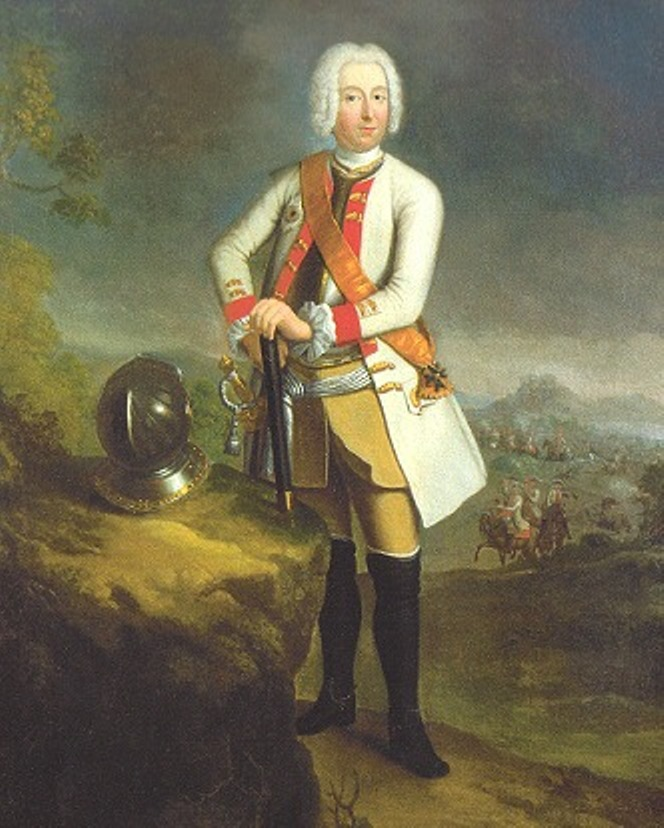
Adolph Friedrich Graf von der Schulenburg (1685–1741), preußischer Generalleutnant des Schulenburgischen Regiments unter Friedrich dem Großen

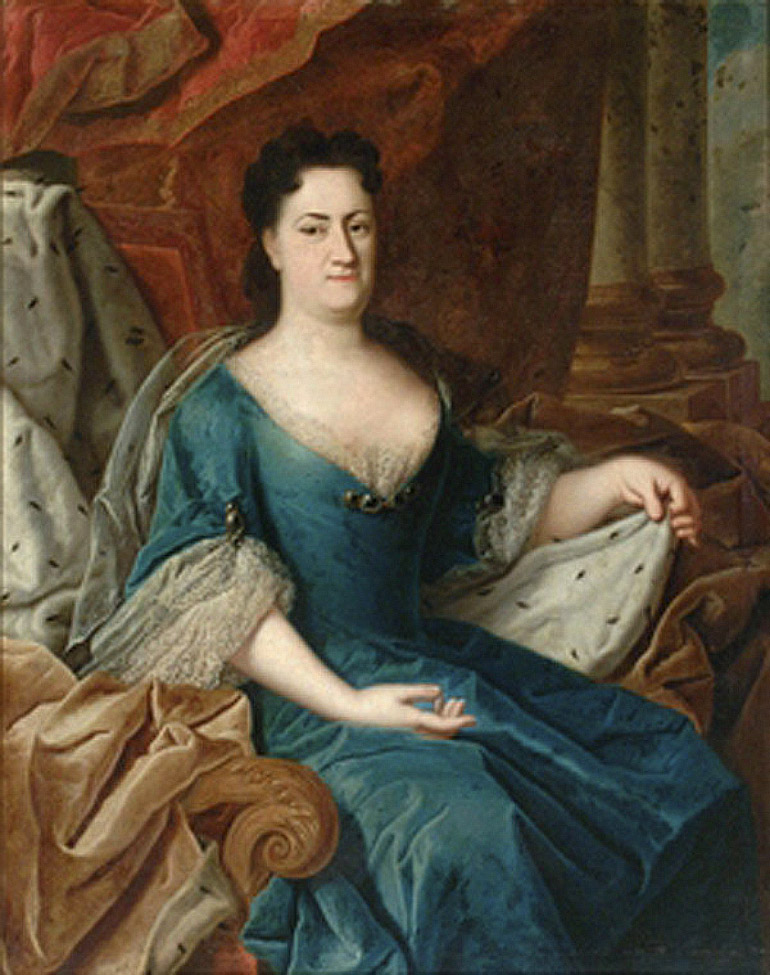
Melusine von der Schulenburg (1693–1778), Herzogin von Kendal und Munster; Mätresse Georgs I. von Großbritannien

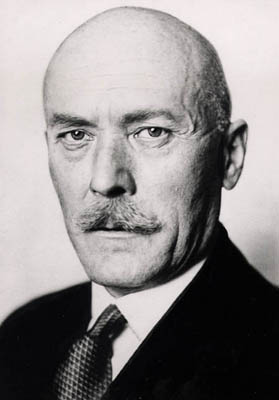
Friedrich Werner Graf von der Schulenburg (1875–1944), Diplomat, als Widerstandskämpfer hingerichtet

- Bernhard von der Schulenburg († 1392), Generalpräzeptor der Ballei Brandenburg des Johanniterordens[12]
- Dietrich von der Schulenburg, als Dietrich III. Fürstbischof im Bistum Brandenburg († 1393)
- Werner von der Schulenburg († 1417), Archidiakon von Bernau, mehrere Ämter in Domkapiteln und Kollegiatstiften, Kaplan des Markgrafen Jobst[13]
- Werner von der Schulenburg († 1515), Staatsmann in brandenburgischen und pommerschen Diensten
- Christoph III. von der Schulenburg (1503–1570), Rat im Herzogtum Braunschweig
- Christoph von der Schulenburg (1513–1580), der letzte katholische Bischof von Ratzeburg
- Levin I. von der Schulenburg (1510–1569), Herr auf Beetzendorf, Salzwedel, Klein Dambeck und Knesebeck, Kurbrandenburgischer Geheimrat, Landeshauptmann der Altmark, Oberst
- Dietrich von der Schulenburg (Propst), Propst von Cölln und Berlin und kurfürstlicher Rat in Brandenburg (1512–1525)
- Albrecht IV. von der Schulenburg (1535–1583), kurbrandenburgischer Rat und Hauptmann der Altmark[14]
- Matthias von der Schulenburg (1578–1656), Oberhauptmann des Holzkreises und Landrat im Erzstift Magdeburg
- Levin von der Schulenburg (1581–1640), Landrat
- Fritz von der Schulenburg (1591–1613), Student in Tübingen
- Georg Werner I. von der Schulenburg (1630–1677), Herr auf Ribbeck und seit 1666 auf Linum
- Gustav Adolf von der Schulenburg (1632–1691), kurbrandenburgischer Geheimrat, Kammerpräsident und Erbherr auf Emden
- Dietrich Hermann I. von der Schulenburg (1638–1693), Landesdirektor und Kriegskommissar der Altmark
- Hans Georg von der Schulenburg (1645–1715), Diplomat und Gouverneur in dänischen Diensten
- Friedrich Achaz von der Schulenburg-Hehlen (1647–1701), Geheimer Rat, Diplomat, Hofrichter, Berghauptmann (1690-) in Wolfenbüttel
- Matthias Johann Graf von der Schulenburg (1661–1747), kursächsischer General; Generalfeldmarschall und Diplomat der Republik Venedig
- Daniel Bodo Graf von der Schulenburg (1662–1732), königlich-polnischer und kurfürstlich-sächsischer Generalleutnant und Erb-, Lehn- und Gerichtsherr auf Dehlitz
- Alexander Freiherr von der Schulenburg (1662–1733), Generalleutnant und Gouverneur von Celle
- Melusine von der Schulenburg (1667–1743), Mätresse des englischen Königs Georg I., Herzogin von Kendal
- Achaz von der Schulenburg (1669–1731), preußischer Generalleutnant
- Werner von der Schulenburg (Feldmarschall) (1679–1755), dänischer Kriegsminister und Feldmarschall
- Adolph Friedrich Graf von der Schulenburg (1685–1741), preußischer Generalleutnant
- Daniel Levin Andreas von der Schulenburg (1690–1752), Landrat des Kreises Greifenhagen
- Georg Werner von der Schulenburg (1690–1743), preußischer Oberst und Regimentschef
- Ernst August Freiherr von der Schulenburg (1692–1743), kurfürstlich braunschweig-lüneburgischer Brigadier
- Melusina von der Schulenburg, Countess of Walsingham (1693–1778), deutsch-englische Adelige
- Otto Casimir von der Schulenburg (1705–1743), kurfürstlich-sächsischer und königlich-polnischer Kammerjunker und Domherr zu Merseburg
- Heinrich Hartwig von der Schulenburg (1705–1754), sardinischer Generalmajor
- Alexander Jakob von der Schulenburg (1710–1775), kurfürstlich braunschweig-lüneburgischer Generalmajor
- Christoph von der Schulenburg (1712–1775), preußischer Landrat im Landkreis Oberbarnim
- Daniel Christoph Georg von der Schulenburg-Hehlen (1716–1772), Oberstleutnant, Großneffe des venezianischen Feldmarschalls Matthias Johann von der Schulenburg, der ihn erzog; nach 1738 im kurhannoverschen Dienst; seit 1746 Deutschordensritter; seit 1757 Landkomtur der Deutschordensprovinz Sachsen
- Alexander Friedrich Christoph von der Schulenburg (1720–1801), kaiserlicher Oberst
- Gebhard Werner von der Schulenburg (1722–1788), Hofmarschall am preußischen Hofe
- Levin Rudolph von der Schulenburg (1727–1788), Geheimer Staats- und Kriegsminister
- August Ferdinand von der Schulenburg (1729–1787), preußischer Generalmajor, Ritter des Pour le Mérite
- Wulf Dietrich von der Schulenburg (1731–1803), dänischer Generalleutnant
- Levin Friedrich von der Schulenburg (1738–1801), kursächsischer Geheimer Rat und Erb-, Lehn- und Gerichtsherr auf Burgscheidungen und Kirchscheidungen sowie Kleinliebenau
- Friedrich Wilhelm von der Schulenburg-Kehnert (1742–1815), preußischer Offizier und Außenminister zuletzt
- Alexander Friedrich Georg Graf von der Schulenburg-Blumberg (1745–1790), Staatsminister beim Generaldirektorium zuständig für die Seehandlungskompagnie, die Banksachen, die Witwenverpflegungsanstalt und -kasse sowie die Tabakadministration
- August von der Schulenburg (1754–1833), mecklenburg-strelitzischer Kammerherr und Legationsrat
- Georg Ludwig von der Schulenburg (1755–1828), dänischer Generalleutnant
- Alexander von der Schulenburg-Emden (1762–1820), deutscher Großgrundbesitzer
- Gebhard von der Schulenburg-Wolfsburg (1763–1818), Präsident der Reichsstände des Königreichs Westphalen und leitender Politiker im Herzogtum Braunschweig
- August Karl von der Schulenburg (1764–1838), Abgeordneter der Reichsstände des Königreichs Westphalen
- Heinrich von der Schulenburg (1766–1830), Hauptritterschaftsdirektor, Wirklicher Geheimer Rat, Domherr und dann Domdechant[15] zu Brandenburg, 1803 bis 1828 erster Kurator der Ritterakademie
- Friedrich von der Schulenburg-Angern (1769–1821), deutscher Regierungsbeamter
- Leopold von der Schulenburg (1769–1826), preußischer Landrat im Kreis Neuhaldesleben
- Leopold Wilhelm von der Schulenburg (1772–1838), preußischer Landrat, Ritter des Pour le Mérite
- Friedrich Albrecht von der Schulenburg (1772–1853), sächsischer Diplomat und Minister
- Christian Alexander Albrecht Carl von der Schulenburg (1773–1850), preußischer Offizier und Landrat
- Moritz Levin Friedrich von der Schulenburg (1774–1814), königlich-sächsischer Kammerherr, Majoratsherr auf Burg- und Kirchscheidungen, Erbherr von Branderode und Netzschkau
- Joseph Ferdinand Adolf Achaz von der Schulenburg (1776–1831), preußischer Generalleutnant
- Ludwig Graf von der Schulenburg (1786–1858), kaiserlich russischer Generalmajor
- Eduard von der Schulenburg-Emden (1792–1871), deutscher Gutsbesitzer und Mitglied des Preußischen Herrenhauses
- Werner von der Schulenburg-Wolfsburg (1792–1861), Gutsbesitzer und Politiker
- Gustav von der Schulenburg (1793–1855), Offizier und Mitglied des Preußischen Herrenhauses
- Hermann von der Schulenburg (1794–1860), preußischer Generalleutnant
- Friedrich Albrecht Graf von der Schulenburg (1801–1869), Mitglied des preußischen Herrenhauses
- Wilhelm von der Schulenburg (1806–1883), preußischer Landrat, Landesdirektor der Altmark
- Julius von der Schulenburg (1809–1893), preußischer Generalleutnant, Hofmarschall, Rechtsritter des Johanniterordens und Senior des Geschlechts
- Bernhard von der Schulenburg-Altenhausen (1809–1872), deutscher Rittergutsbesitzer und Verwaltungsbeamter
- Ernst Graf von der Schulenburg (1812–1843), preußischer Landrat
- Edo Graf von der Schulenburg (1816–1904), preußischer Landrat
- Adelbert von der Schulenburg-Filehne (1817–1874), Allodialherrschaftsbesitzer und Reichstagsabgeordneter
- Friedrich Gottlob Jakob Graf von der Schulenburg-Altenhausen (1818–1893), Landrat im Kreis Osterburg
- Günther von der Schulenburg (1819–1895), deutscher Gutsbesitzer und Politiker
- Florens Bernhard von der Schulenburg (1826–1900), deutscher Rittergutsbesitzer, Hofbeamter und Parlamentarier
- Hermann von der Schulenburg (1829–1865), preußischer Offizier, später Kapuzinerpater
- Werner von der Schulenburg-Beetzendorf (1829–1911), Rittergutsbesitzer und Reichstagsabgeordneter
- Ernst von der Schulenburg-Wolfsburg (1832–1878), deutscher Gutsbesitzer und Politiker
- Otto von der Schulenburg (1834–1923), preußischer Generalmajor
- Werner von der Schulenburg-Burgscheidungen (1836–1893), Gutsbesitzer und Mitglied des Preußischen Herrenhauses
- Werner von der Schulenburg (1836–1903), preußischer Generalleutnant
- Werner von der Schulenburg (1841–1913), preußischer Landrat und Politiker
- Friedrich (Fritz) Graf von der Schulenburg-Angern (1843–1921), Landrat und Mitglied des Preußischen Herrenhauses
- Bernhard von der Schulenburg (1844–1929), preußischer Generalmajor, Rechtsritter des Johanniterordens
- Werner von der Schulenburg-Hehlen (1847–1931), deutscher Rittergutsbesitzer und Politiker (DHP), MdR
- Wilibald von Schulenburg (1847–1934), deutscher Landschaftsmaler und Volkskundler
- Conrad von der Schulenburg (1848–1933), preußischer Generalmajor
- Dietrich Graf von der Schulenburg-Lieberose (1849–1911), deutscher Standesherr und Politiker
- Bernhard Graf von der Schulenburg (1852–1936), Mitglied des Preußischen Herrenhauses
- Werner Graf von der Schulenburg-Heßler (1852–1930), Mitglied des Preußischen Herrenhauses
- Werner-Karl-Hermann Graf von der Schulenburg-Wolfsburg (1857–1924), Gutsbesitzer und Mitglied des Preußischen Herrenhauses
- Richard von der Schulenburg-Priemern (1857–1943), preußischer Generalleutnant
- Günther Graf von der Schulenburg (1859–1935), sächsischer Generalleutnant
- Rudolf von der Schulenburg (1860–1930), Jurist, preußischer Oberpräsident und Politiker
- Anton von der Schulenburg (1862–1940), preußischer Generalleutnant
- Friedrich Graf von der Schulenburg (1865–1939), General der Kavallerie und Politiker (NSDAP), Reichstagsabgeordneter
- Günther von der Schulenburg (1865–1939), deutscher Gutsbesitzer und Schwulenaktivist
- Clara von der Schulenburg (1874–1951), deutsche Tennisspielerin, vor dem Ersten Weltkrieg als beste deutsche Tennisspielerin betrachtet
- Friedrich-Werner Graf von der Schulenburg (1875–1944), Botschafter a. D., als Widerstandskämpfer hingerichtet
- Albrecht von der Schulenburg (1881–1965), preußischer Landrat
- Werner von der Schulenburg (1881–1958), Militärattaché, Theaterautor und Dichter
- Winfried von der Schulenburg (1882–1945), deutscher Generalleutnant, General z. b. V. für das Kriegsgefangenenwesen im OKW
- Sigrid von der Schulenburg (1885–1943), Philosophin, Editorin, Schriftstellerin
- Gisela Gräfin von Wintzingerode, geb. Gräfin von der Schulenburg (1886–1972), engagiertes Mitglied der Bekennenden Kirche, bot der kirchlichen Opposition in der NS-Zeit auf der Burg Bodenstein einen Treffpunkt
- Otto von der Schulenburg (1888–1972), Jurist und Politiker, Landrat des Kreises Northeim 1932–1945.
- Günther Graf von der Schulenburg-Wolfsburg (1891–1985), Schloss- und Gutsbesitzer, Erbauer von Schloss Neumühle, Ehrenbürger von Wolfsburg
- Wedige von der Schulenburg (1896–1977), Adjutant des Reichspräsidenten Paul von Hindenburg
- Ilse Gräfin von der Schulenburg (1898–1988), Äbtissin des Stiftes Wallenstein in Fulda
- Wolf-Werner von der Schulenburg (1899–1944), deutscher Offizier und nationalsozialistischer Politiker
- Leopold Graf von der Schulenburg (1900–1986), Ordenskanzler und Kommendator des Johanniter-Ordens[16]
- Fritz-Dietlof Graf von der Schulenburg-Tressow (1902–1944), als Widerstandskämpfer hingerichtet
- Michael von der Schulenburg (1903–1958), Physiker und Leiter des Instituts Miersdorf der Deutschen Akademie der Wissenschaften zu Berlin
- Tisa von der Schulenburg (1903–2001), bildende Künstlerin und Ordensschwester (Schwester Paula).
- Werner Graf von der Schulenburg (* 1929), Protokollchef im AA, Botschafter in Griechenland, in der Schweiz und in Liechtenstein
- Wilhelm Graf von der Schulenburg (* 1932), Ehrenvorsitzender des Bundesverbandes Deutscher Pflanzenzüchter und langjähriger Präsident der COMASSO (europäische Vereinigung der Pflanzenzüchter)
- Günzel Graf von der Schulenburg-Wolfsburg (1934–2018), Land- und Forstwirt, Unternehmer sowie Pferdesportler und Sportfunktionär
- Rudolf Graf von der Schulenburg-Wolfsburg (* 1937), BMW-Manager und Präsident des Automobilclubs von Deutschland
- Barbara von der Schulenburg (1944–2012), Rechtsanwältin und Notarin, früher Beauftragte der Bundesregierung für die Familienzusammenführung gegenüber der DDR
- Wedige von der Schulenburg (1945–2021), Politiker (CDU), Bremer Bürgerschaftsabgeordneter
- Michael von der Schulenburg (* 1948), UN-Diplomat, Mitglied des Europäischen Parlaments (BSW, seit 2024)
- Johann-Matthias Graf von der Schulenburg (* 1950), Wirtschaftswissenschaftler
- Hermann Graf von der Schulenburg (* 1961), Bevollmächtigter der Deutschen Bahn AG in Berlin
- Richard von der Schulenburg (* 1974), Musiker

## Linie Angern

Wasserschloss Angern

Die Linie Angern weist mit rund 500 Jahren neben der Linie Beetzendorf die älteste schulenburgische Tradition auf. Die 1341 entstandene Wasserburg Angern (heute Landkreis Börde) kam 1448 in Familienbesitz. Die Brüder Busso, Bernhard und Matthias von der Schulenburg erhielten sie für 400 Gulden als magdeburgisches Lehen. Während des Dreißigjährigen Krieges brannten Burg und Gutsgebäude 1631 komplett nieder. 1736 wurde auf den alten Kellergewölben ein Schloss mit drei Gebäudeflügeln errichtet. Die Anlage blieb weiterhin von einem breiten Wassergraben umgeben, der ihr auch heute noch den Charakter eines Wasserschlosses verleiht. 1849 erfolgte eine Modernisierung im Stile des Klassizismus. Nach dem Zweiten Weltkrieg wurde Sigurd Graf von der Schulenburg als Besitzer von Schloss Angern und den dazugehörigen Ländereien entschädigungslos enteignet. Die sowjetische Besatzungsmacht wies ihn 1946 aus, nachdem seine Familie dreizehn Generationen lang dort gelebt hatte.
Zu DDR-Zeiten war im Schloss eine Berufsschule untergebracht. Aber erst nach der Wende von 1989 wurde die Bausubstanz durch Leerstand und Wassereinbruch nachhaltig geschädigt. 1997 erwarb Alexander Graf von der Schulenburg die vom Verfall bedrohte Schlossanlage. Nach einer Sanierung zogen er und seine Familie im Jahr 2000 aus Hamburg nach Angern. Der Schlossherr vermietet für Veranstaltungen repräsentative Säle und Salons im Barock- sowie Rokoko-Stil. Außerdem pflegt er die landwirtschaftliche Familientradition des Hauses Angern und bewirtschaftet auf zurückerworbenen Flächen 800 ha Forst sowie 150 ha Ackerland.

## Wolfsburger Linie

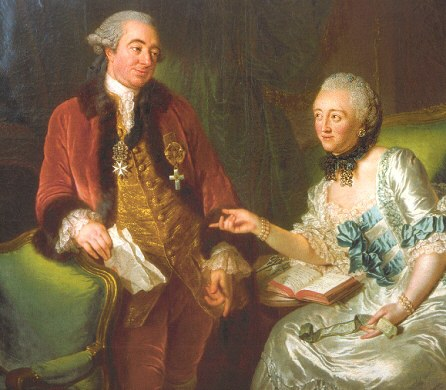
Gebhard Werner Graf von der Schulenburg aus dem Hause Beetzendorf (1722–1788), der erste Spross der Wolfsburger Linie mit Ehefrau Sophie Charlotte; 1750–86 Hofmarschall Friedrichs des Großen

1746/47 kamen die Schulenburg durch Erbgang in den Besitz der Güter des Geschlechts von Bartensleben mit der Wolfsburg. Die Ehefrau von Adolph Friedrich von der Schulenburg-Beetzendorf (1685–1741), Anna Adelheit Catharina von Bartensleben (1699–1756), brachte die wehrhafte Schlossanlage in die Familie ein, wobei ihr Mann bereits vor dem Erbeintritt 1741 gefallen war. Sie war Alleinerbin, als ihr Vater Gebhard Werner von Bartensleben 1742 verstarb und das Geschlecht im Mannesstamm erlosch. Aus den Kindern von Adolph Friedrich und Anna Adelheid Catharina entwickelte sich der Wolfsburger Familienzweig derer von der Schulenburg. Zum bedeutendsten Nachfolger wurde der 1722 auf der Wolfsburg geborene Gebhard Werner Graf von der Schulenburg.
Als Familienbegräbnis nutzten die Herren von der Schulenburg nach der Übernahme der Wolfsburg Mitte des 18. Jahrhunderts die unmittelbar an der Burg errichtete Kirche St. Marien im heutigen Alt-Wolfsburg. In der Gruft ruhen aus der Zeit zwischen 1759 und 1805 elf ihrer Angehörigen neben neun Vertretern der vorherigen Schlossherren von Bartensleben. Der Wolfsburger Familienzweig hatte seit dem 18. Jahrhundert viele Kirchenpatronate inne, bei denen die Erhaltung der entsprechenden Gotteshäuser und die Betreuung der Geistlichen zu leisten war. Als Günther Graf von der Schulenburg 1985 als letzter Schlossherr der Wolfsburg verstarb, hatte er das Patronat in 26 Kirchen der Umgegend inne.

### Die neue Wolfsburg im 20. Jahrhundert

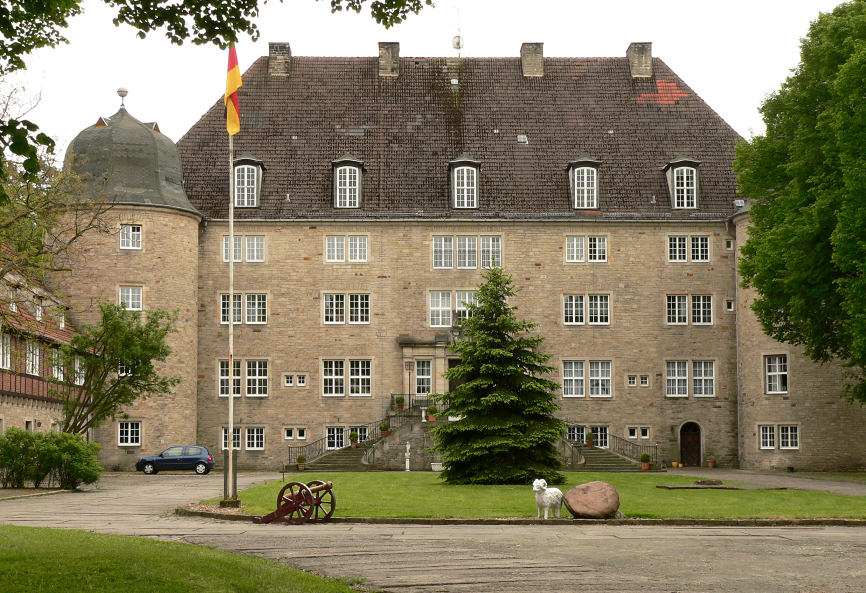
Schloss Neumühle

In den 1930er Jahren wurde das Gebiet um das Schloss Wolfsburg zum Mittelpunkt des Großdeutschen Reiches erklärt. Hier sollten das Volkswagenwerk und die Stadt des KdF-Wagens entstehen. Ende 1937 stand fest, dass die Familie von der Schulenburg ihren angestammten Besitz Schloss Wolfsburg verlassen musste. Ihr Grund und Boden von etwa 2.000 ha landwirtschaftlicher Fläche wurde zum Aufbau von Stadt und Werk benötigt und enteignet. Familienoberhaupt Günther Graf von der Schulenburg entschied, im alten schulenburgischen Waldbesitz Neumühle bei Tangeln (damals Landkreis Salzwedel) ein neues Schloss zu bauen, das sich nur wenige Kilometer südwestlich des alten Schulenburg'schen Stammsitzes Beetzendorf befand. In vierjähriger Bauzeit entstand ab 1938 Schloss Neumühle als einer der letzten großen Schlossbauten des 20. Jahrhunderts in Deutschland, geplant und gebaut durch den bekannten Architekten Paul Bonatz. Das neue Schloss wurde in moderner Bauweise aus Stahlbeton mit vier runden Ecktürmen errichtet und fiel nur wenig kleiner als die Wolfsburg aus. Im November 1942 bezog die Familie etwa 35 km nordöstlich der „alten“ die „neue“ Wolfsburg im Forst Neumühle, zum Transport des Inventars des Schlosses Wolfsburg wurden etwa 1000 m Reichsbahnwaggons benötigt. Die Stadt des KdF-Wagens erwarb 1943 die alte Wolfsburg für 560.000 Reichsmark (heute: 2.655.959 EUR).

### Rückkehr nach Wolfsburg-Nordsteimke

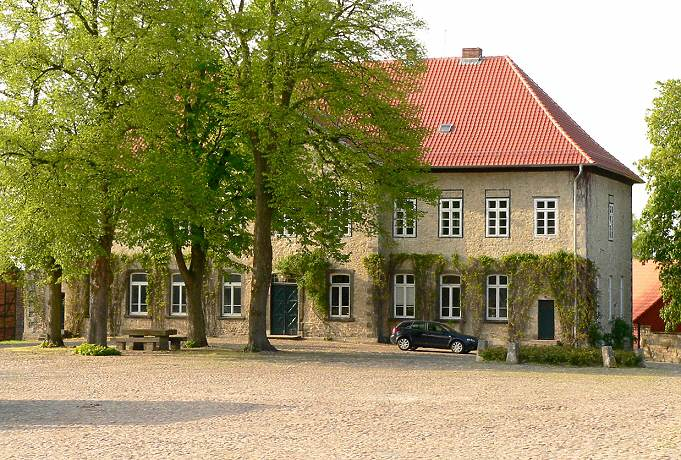
Herrenhaus des Rittergutes von der Schulenburg in Nordsteimke

Kurz vor dem Abzug der britischen Truppen und dem Einzug der Roten Armee am 1. Juli 1945 flüchtete die Familie von der Schulenburg aus ihrem Schloss in Neumühle unter Zurücklassung fast der gesamten Habe zurück zur Wolfsburg in die britische Besatzungszone. Die sowjetischen Besatzungssoldaten plünderten das Inventar von Schloss Neumühle, warfen das Archivgut auf den Hof und zündeten es an. Den Schlossverwalter, Herrn Gaal, brachten die neuen Machthaber in das Internierungslager Buchenwald, wo er umkam. Die Familie nahm nach dem Krieg und dem Verlust der Güter im Osten durch Enteignung ihren Sitz auf dem einst im Herzogtum Braunschweig gelegenen Rittergut Nordsteimke nahe Wolfsburg, das seit 1846 im Familienbesitz war. Die Burg Brome im Landkreis Gifhorn wurde 2001 verkauft. Das zur Lüneburger Ritterschaft zählende Gut Bisdorf gehört noch zum Besitz.
Grundstein für den Neubeginn war der land- und forstwirtschaftliche Familienbesitz im Raum Wolfsburg. Die Mitglieder der gräflichen Familie sind seither als Land- und Forstwirte tätig und betätigen sich als mittelständische Unternehmer. Die Verwaltung der schulenburgischen Güter erfolgt heute vom Rittergut in Wolfsburg-Nordsteimke aus, wo eine Straße nach dem Geschlecht benannt ist. Das Familienoberhaupt (2005–2018) war Günzel Graf von der Schulenburg-Wolfsburg, der 1934 auf Schloss Wolfsburg zur Welt kam. Sein 1965 geborener Sohn, Günther Graf von der Schulenburg, übernahm 1998 die Verantwortung für den land- und forstwirtschaftlichen Betrieb. Die Forstverwaltung bewirtschaftet insgesamt 5.300 ha Forstfläche in der Region Wolfsburg, der Altmark, der Colbitz-Letzlinger Heide sowie im Fläming (Brandenburg). Von Nordsteimke aus erzeugt der landwirtschaftliche Betrieb im Stadtgebiet und im benachbarten Landkreis Helmstedt auf rund 600 ha Fläche Ackerfrüchte wie Getreide, Raps und Zuckerrüben.

### Begräbnisstätte

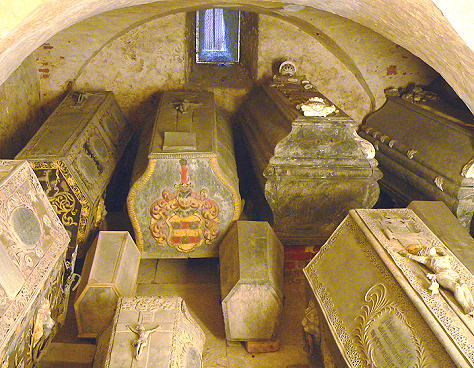
Familiengruft in der St.-Marien-Kirche

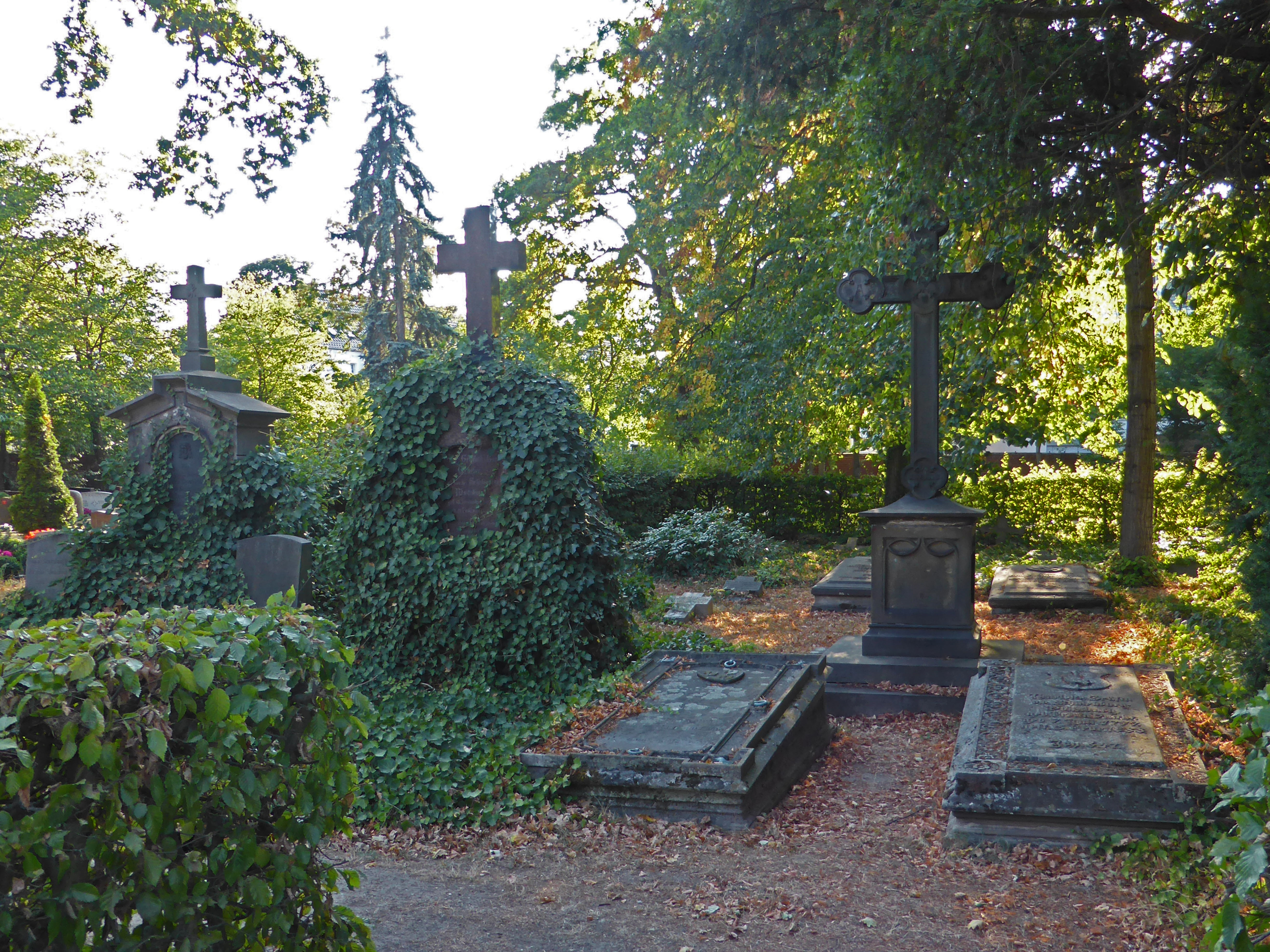
Familiengrabstätte auf dem Rothenfelder Friedhof

Als Begräbnisstätte wählte die Wolfsburger Linie die unmittelbar an der Wolfsburg gelegene St.-Marien-Kirche in Alt-Wolfsburg. Sie war Patronatskirche derer von der Schulenburg und diente den Schlossbewohnern etwa ab dem 16. Jahrhundert als Hauskirche. In der Gruft unter dem Glockenturm befinden sich 27 prunkvoll verzierte Särge aus Alabaster und schwarzem Marmor, darunter auch Kindersärge. Elf Verstorbene tragen den Namen von der Schulenburg. In den übrigen Särgen liegen weitläufigere Familienangehörige und acht Angehörige des Geschlechts derer von Bartensleben, die vor den Schulenburgs Schlossherren auf der Wolfsburg waren. Die hier Bestatteten verstarben zwischen 1670 und 1832. Nach der letzten Beisetzung wurde die Gruft verschlossen und erst bei einer Renovierung 1984 wieder geöffnet. Später wurden verstorbene Familienangehörige auf dem Friedhof in Rothenfelde sowie auf dem Familienfriedhof in Nordsteimke bestattet.